# Dionysosvivesläktet
Dionysosvivesläktet (Dionysia), alternativt kuddvivor, är ett släkte i familjen viveväxter som beskrevs av Eduard Fenzl 1843.  Dionysosvivorna växer i bergen i Iran, Irak och Afghanistan.
De flesta arter av dionysosvivor är kuddväxter som växer i torra bergsmiljöer, men några arter är mer högväxta och föredrar fuktiga miljöer. Bladen är hos många arter täckta av ett aromatiskt vax och flera av artnamnen syftar på doften (odora, saponacea, balsamea). Bladen är mycket torktåliga hos vissa arter och är förstärkta med stenceller (sklerider) antingen runt nerverna eller fritt i bladvävnaden.
Arterna blommar tidigt på våren rikligt med gula, lila, violetta eller rosa blommor, ofta blir de helt täckta av blommorna. Blommorna har mycket lång pip och är liksom många andra i samma familj heterostyla för att försvåra självpollinering.

## Etymologi
Namnet Dionysia är taget från det grekiska namnet (Dionysos) på den romerska guden Bacchus.

## Taxonomi
Dionysosvivornas fylogeni visar att släktet är monofyletiskt men borde ingå i vivesläktet (Primula). En sådan formell ändring (revidering) är ännu inte gjord och tills vidare består därför släktesnamnet.
|  | \| \| Primula subgenus Sphondylia \| \| \| \| \| \| Dionysia \| \| \| \| |
|  |                                                                          |
|  | Primula subg. Aleuritia m. fl.                                           |
|  |                                                                          |
|  | Primula subgenus Sphondylia                                              |
|  |                                                                          |
|  | Dionysia                                                                 |
|  |                                                                          |

|  | Primula subgenus Sphondylia |
|  |                             |
|  | Dionysia                    |
|  |                             |

|  | Primula subg. Primula |
|  |                       |
|  | Sredinskya            |
|  |                       |

|  | \| \| Primula subgenus Sphondylia \| \| \| \| \| \| Dionysia \| \| \| \| |
|  |                                                                          |
|  | Primula subg. Aleuritia m. fl.                                           |
|  |                                                                          |
|  | Primula subgenus Sphondylia                                              |
|  |                                                                          |
|  | Dionysia                                                                 |
|  |                                                                          |

|  | Primula subgenus Sphondylia |
|  |                             |
|  | Dionysia                    |
|  |                             |

|  | Primula subg. Primula |
|  |                       |
|  | Sredinskya            |
|  |                       |

## Taxonomisk historia
Den första arten i släktet att få en vetenskaplig beskrivning var Dionysia aretioides under namnet Primula aretioides vilket gjordes av Johann Georg Christian Lehmann 1817. Det materialet hade insamlats redan 1770 i norra Iran. Det dröjde dock till 1843 innan släktet blev beskrivet vilket då gjordes av Eduard Fenzl baserat på material av Dionysia odora som var insamlat av Carl Georg Theodor Kotschy i Kurdistan. 1846 flyttade Pierre Edmond Boissier D. aretioides till Dionysia. Däremmellan hann Jean Étienne Duby 1844 lägga arterna av Dionysia i släktet Gregoria, en synonym till Douglasia som inte är nära släkt. Duby hade samma år också instiftat släktet Macrosyphonica till vilken han flyttade arten Gregoria caespitosa, nuvarande D. caespitosa. 1871 erkände Alexander von Bunge Dionysia som ett släkte skiljt från Primula.

## Arter
Släktet består av 49 arter, men man tror att det finns fler arter som ännu inte är upptäckta, främst i Afghanistan. Bland de 49 är inte gandzhinae, kossinskyi eller wendelboi medräknade eftersom viss osäkerhet råder kring deras status. Släktet kan delas in i en östlig och en västlig del där man tror att den ursprungliga utbredningen var i den östra delen. Följande grupper av arter med närmare släktskap, baserat på molekylära och fysiologiska studier är föreslagen:
- Östliga arter
  - Polyfyletisk grupp
D. balsamea, hissarica, lacei, paradoxa, saponacea
  - D. sect. Dionysiastrum Smoljan
    - D. subsect Tapetodes Wendelbo
D. denticulata, tapetodes, kossinskyi
    - D. subsect Involucratae Wendelbo
D. freitagii, gandzhinae, hedgei, involucrata, microphylla, wendelboi, viscidula
    - D. subsect Aghanicae Grey-Wilson
D. afghanica
    - D. subsect Heterotrichae Wendelbo
D. lindbergii
- Västliga arter
  - D. sect. Dionysiopsis Pax
D. archibaldii, aretioides, assadii[12], bornmuelleri, esfandiarii, leucotricha, mira, oreodoxa, revoluta, rhaptodes, teucrioides, viva, zschummelii
  - D. sect. Zoroasteranthos Lidén
D. curviflora, janthina, khatamii
  - D. sect. Mucida Lidén
D. lurorum
  - D. sect. Dionysia
D. bryoides, caespitosa, cristagalli, diapensiifolia, gaubae, haussknechtii, iranica, iranshahrii, khuzistanica, lamingtonii, michauxii, mozaffarianii, odora, robusta[13], sarvestanica, sawyeri, tacamahaca, termeana, zagrica, zetterlundii

### Lista över arter
Dottertaxa till Dionysia i alfabetisk ordning:

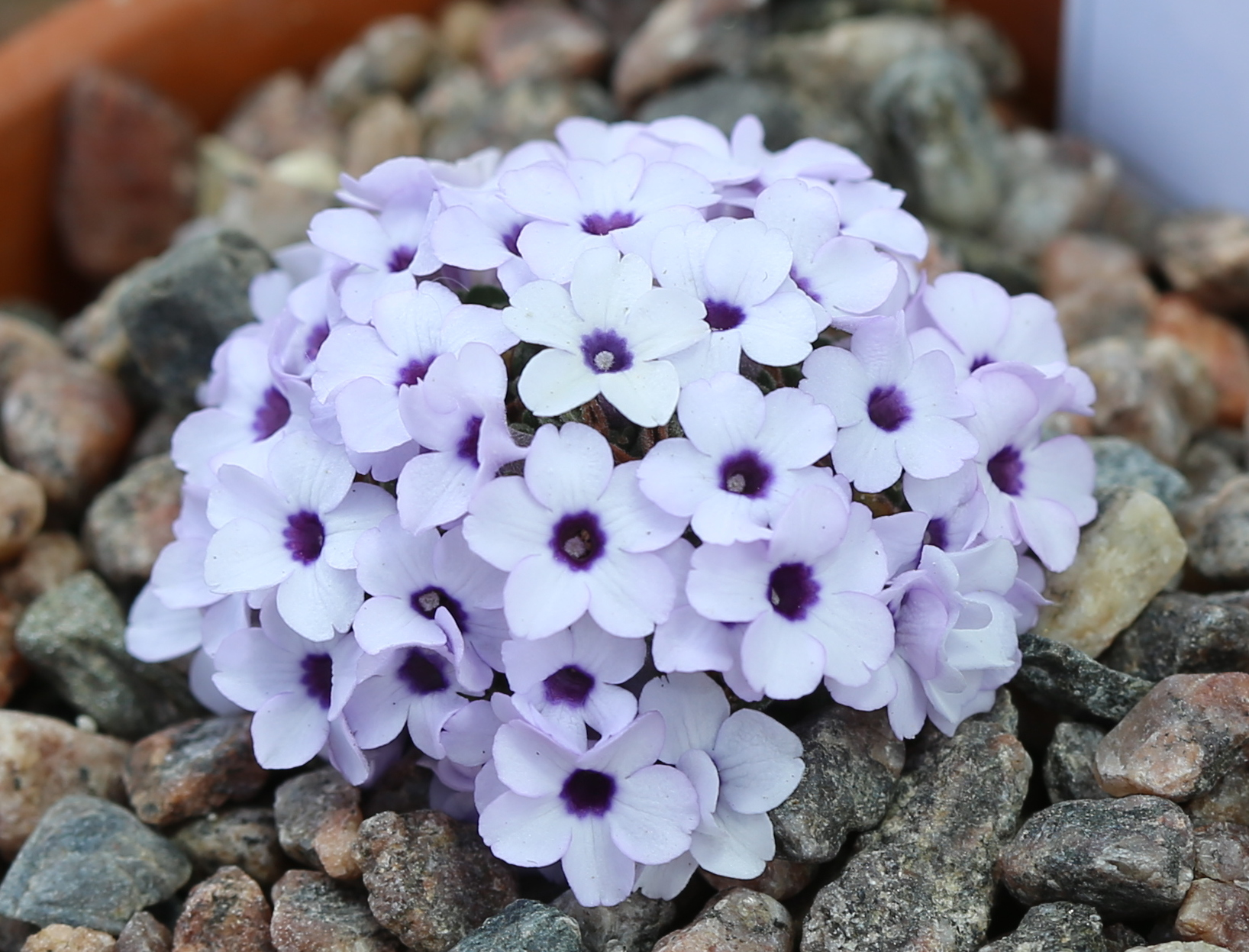
Dionysia afghanica
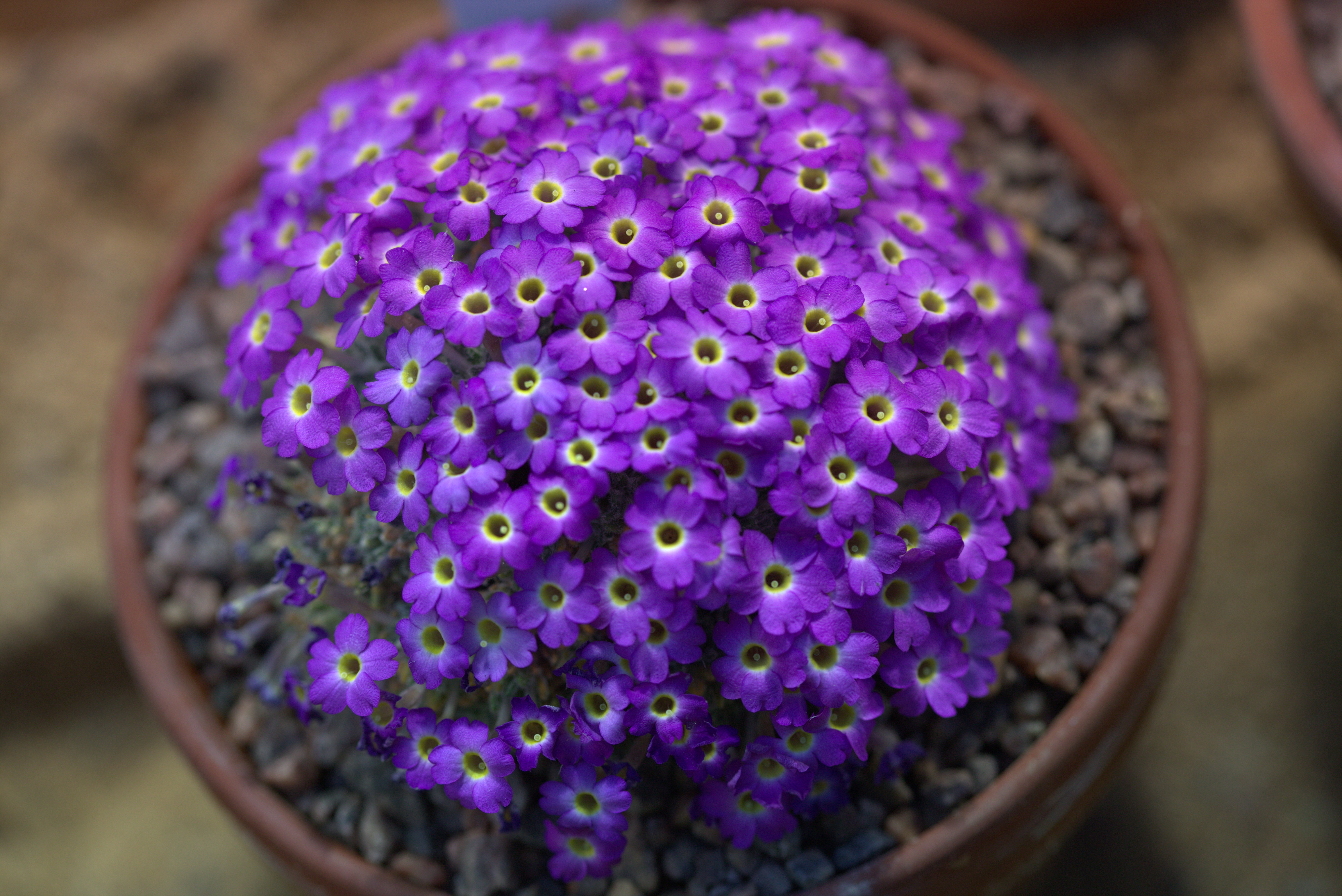
Dionysia archibaldii
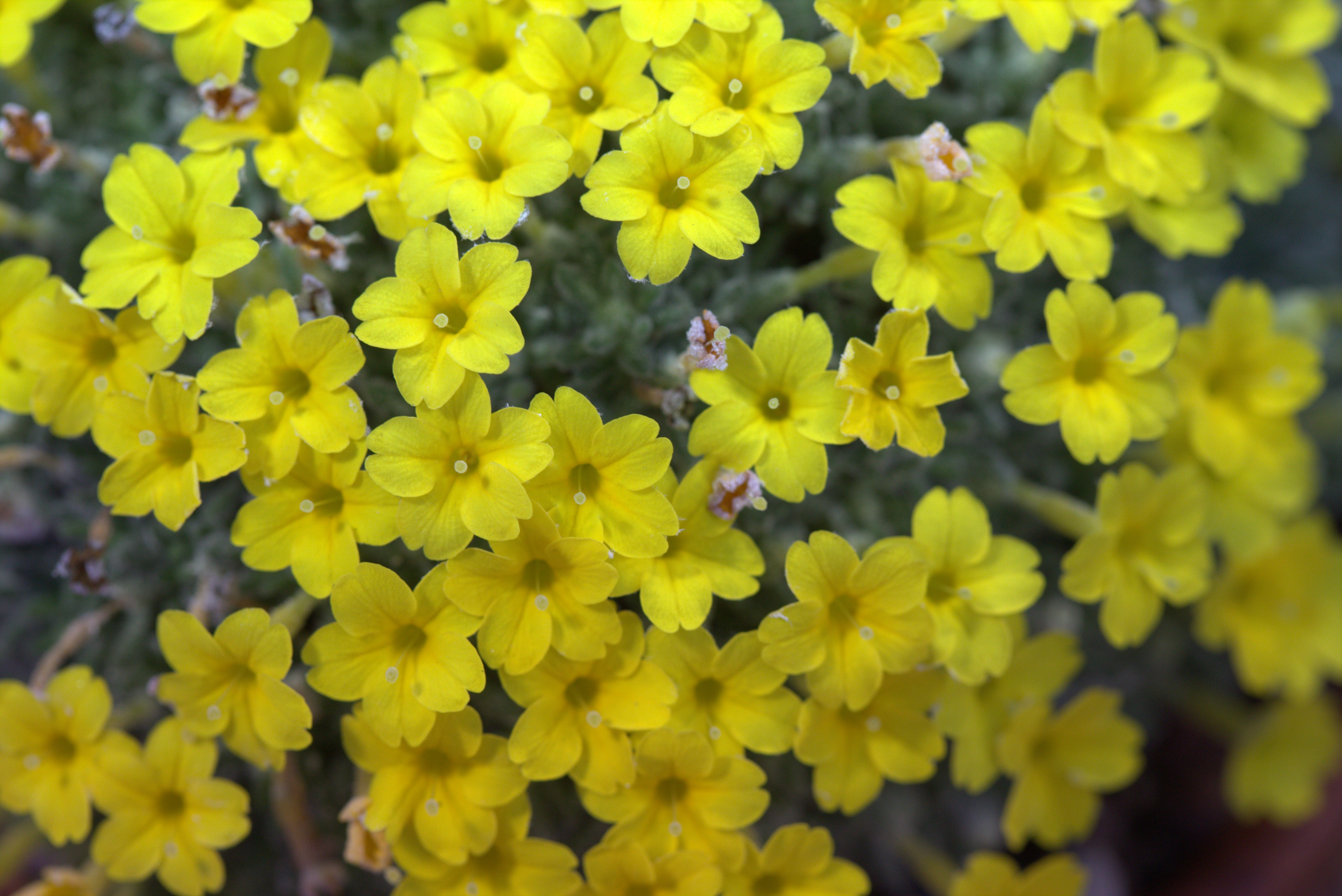
Dionysia aretioides – Dionysosviva
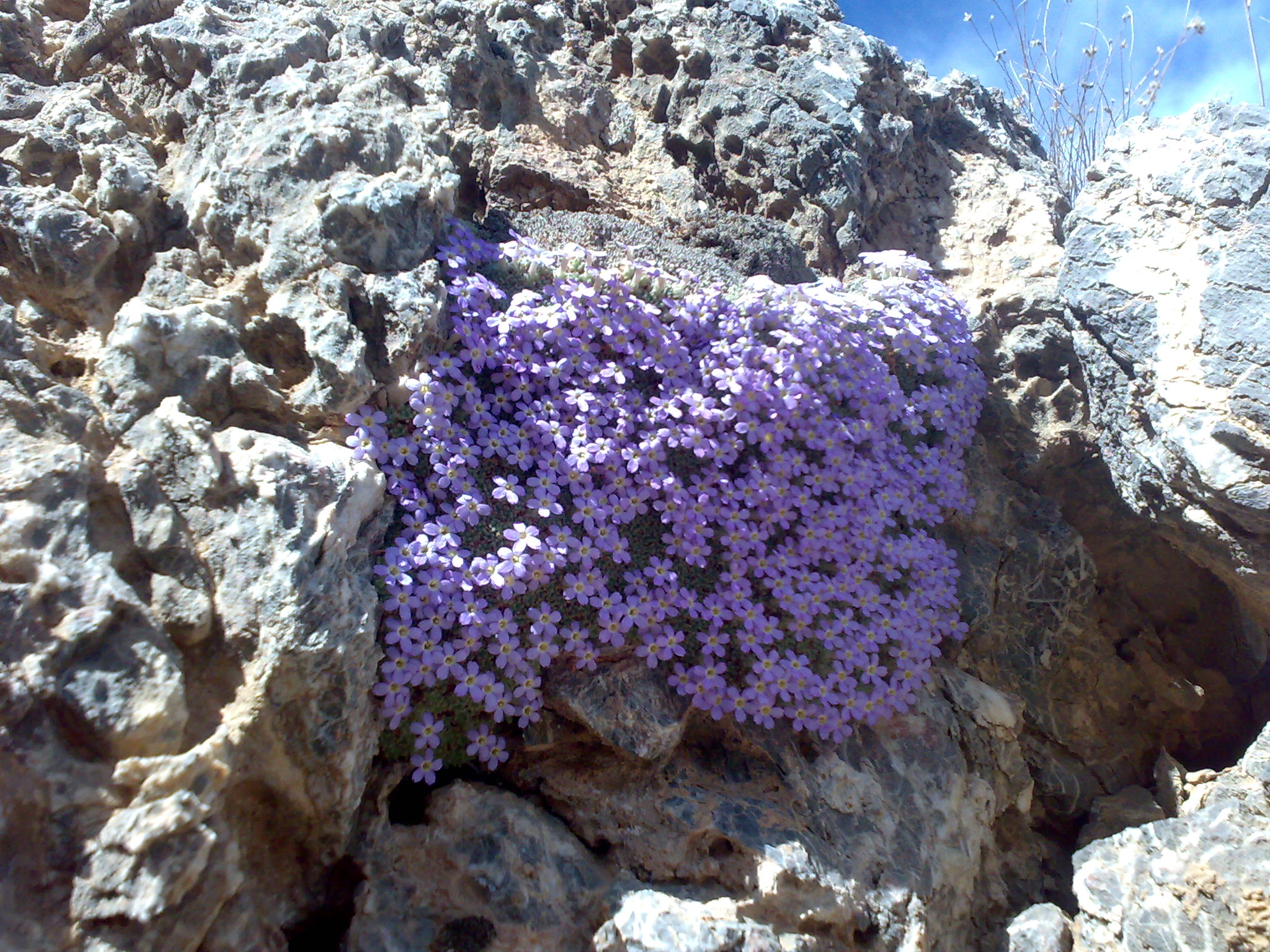
Dionysia assadii
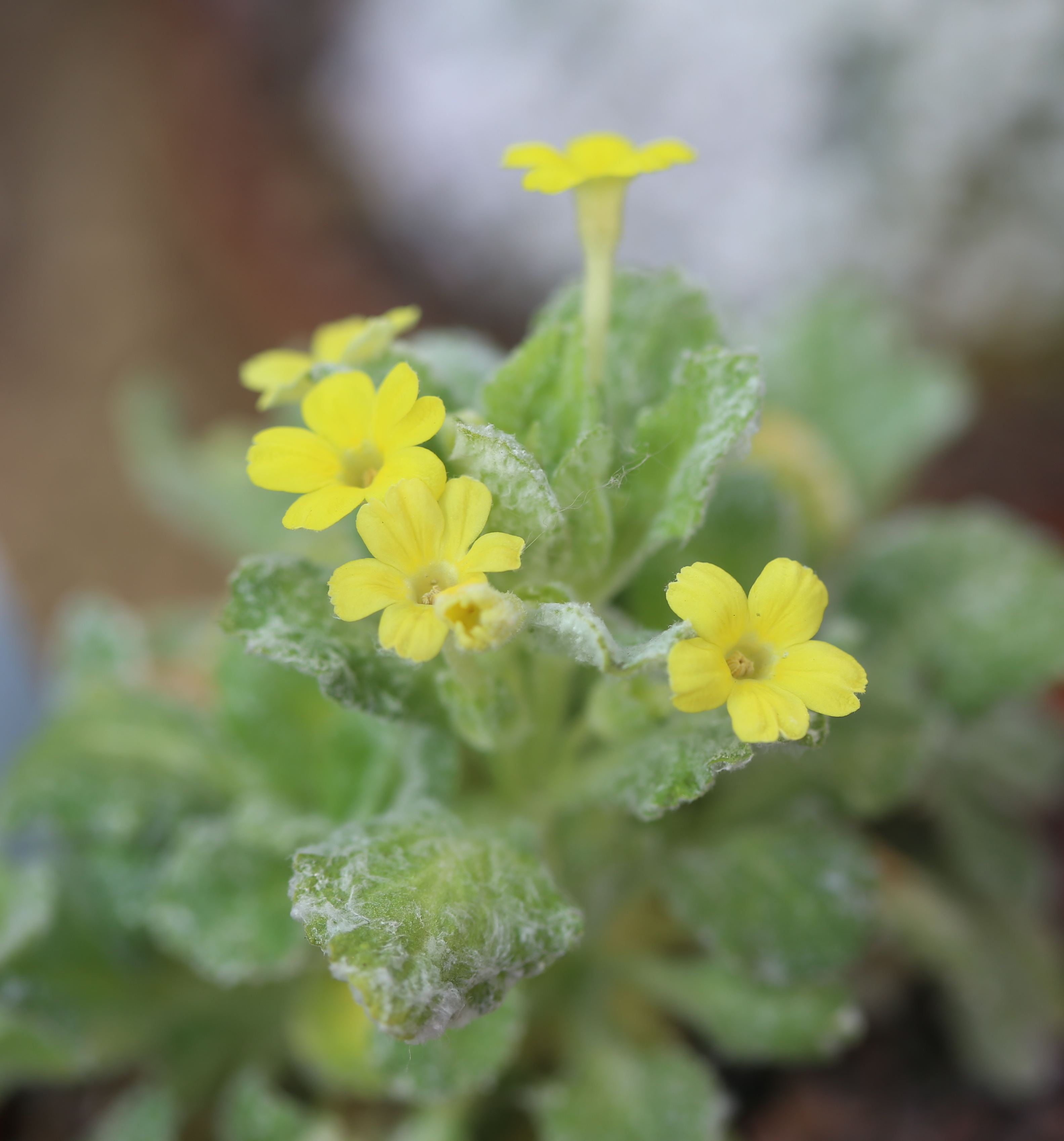
Dionysia balsamea
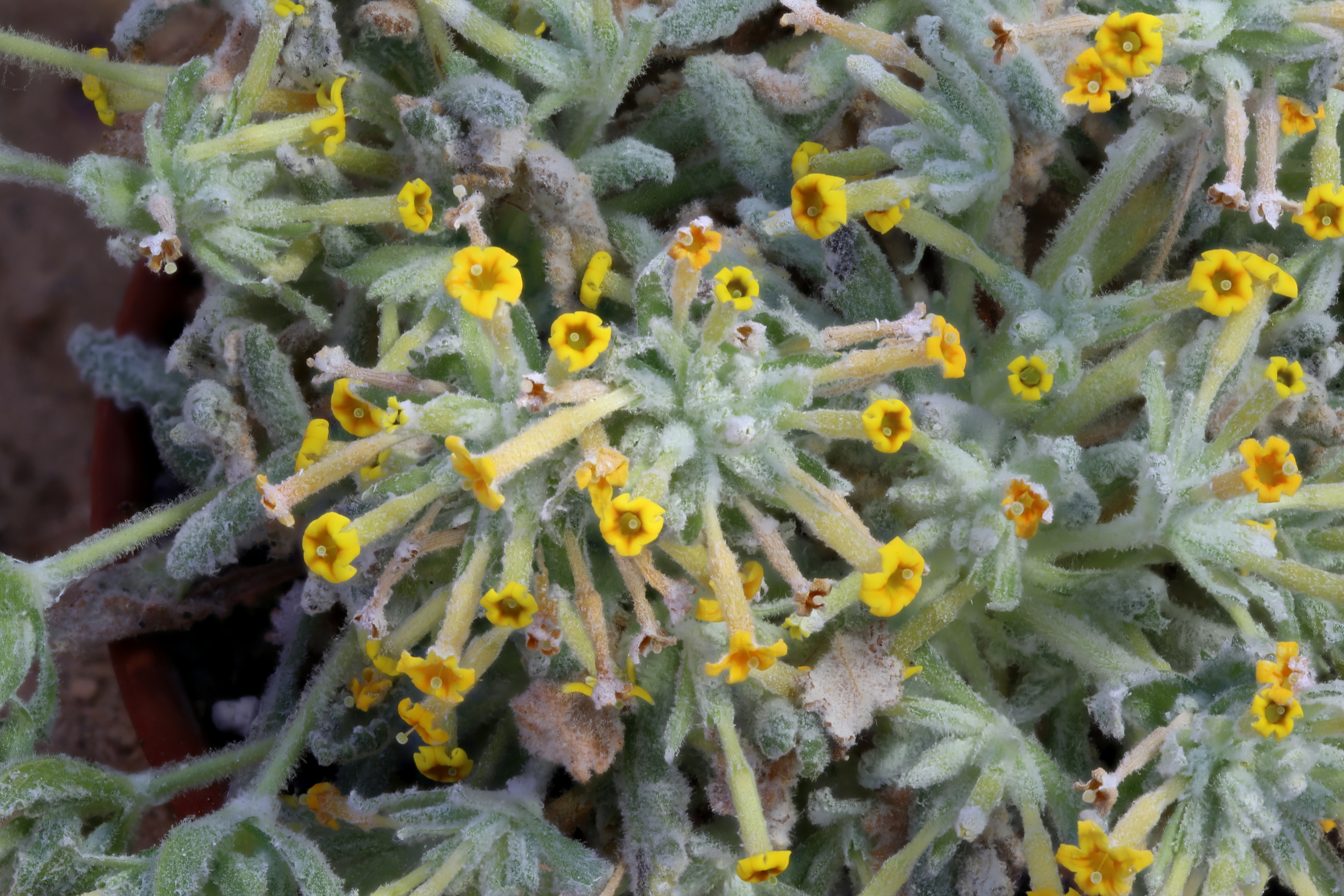
Dionysia bornmuelleri
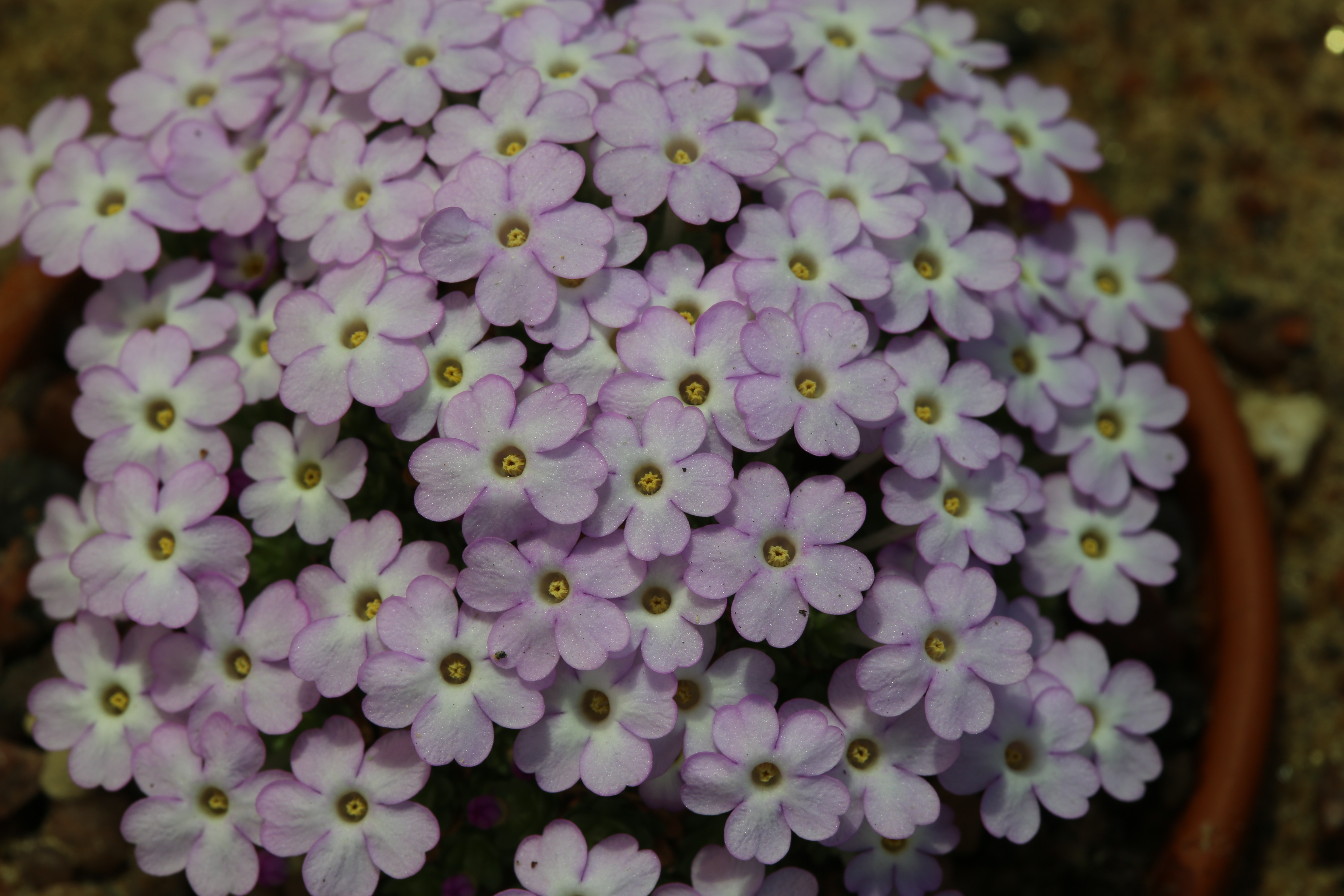
Dionysia bryoides
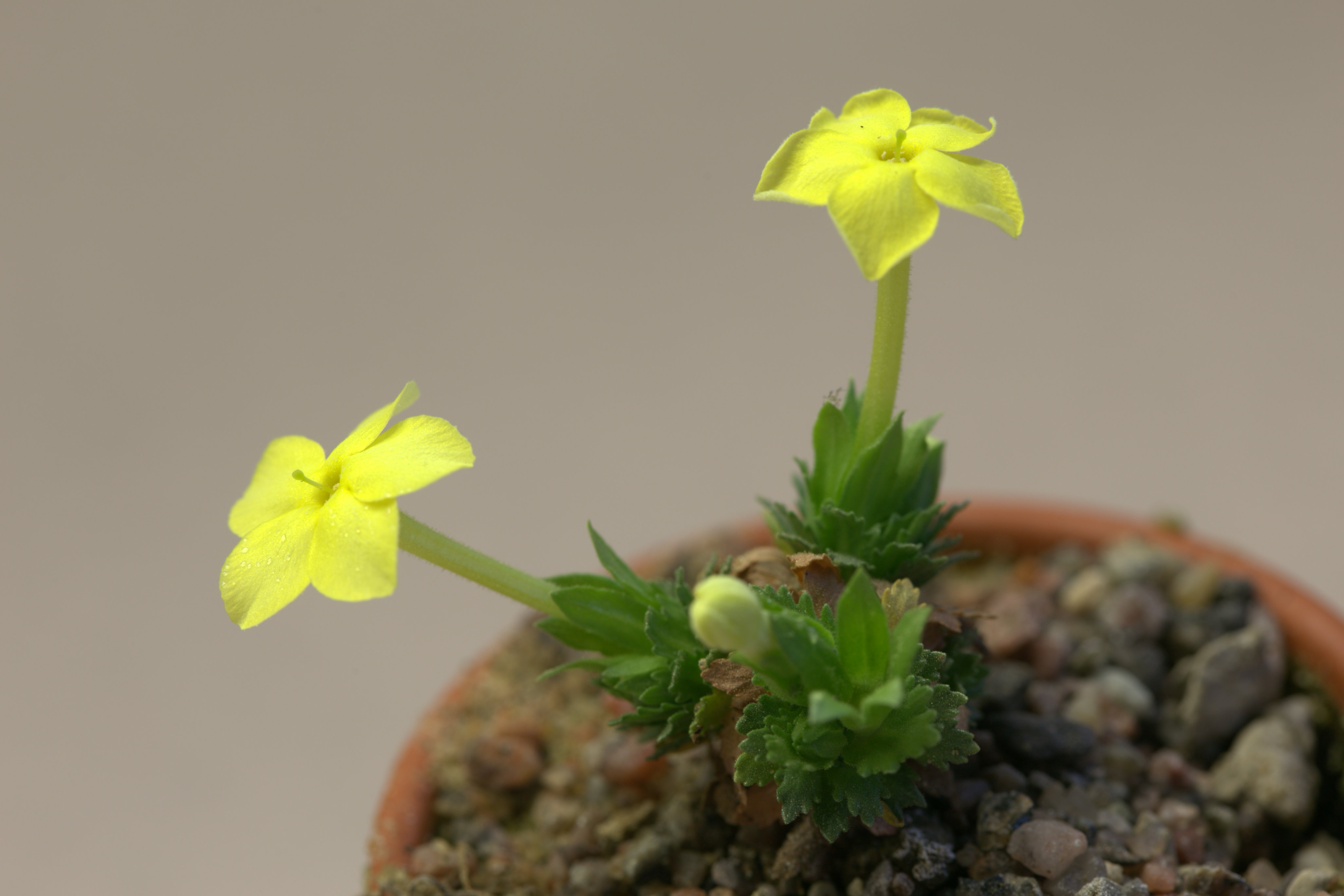
Dionysia caespitosa
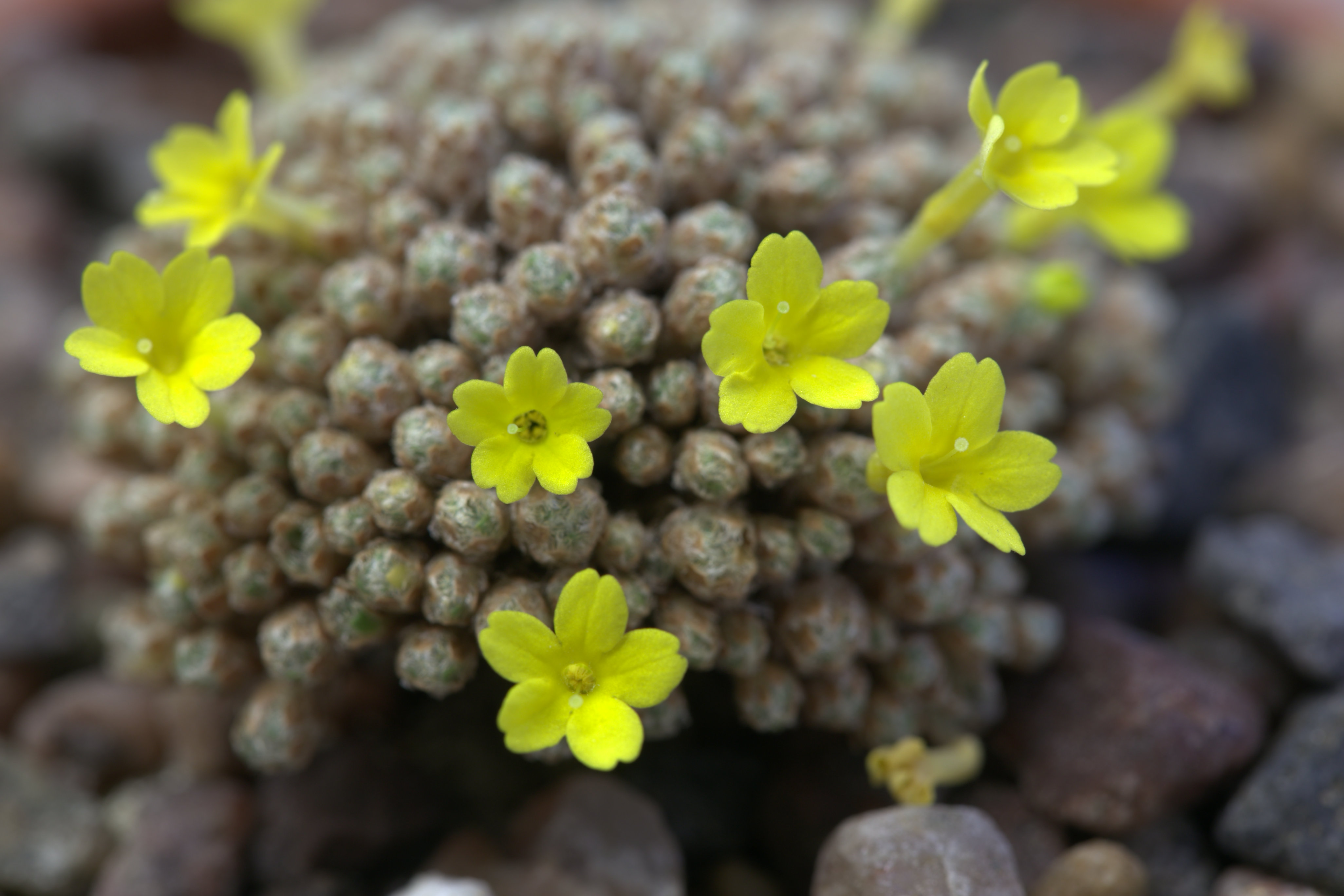
Dionysia cristagalli
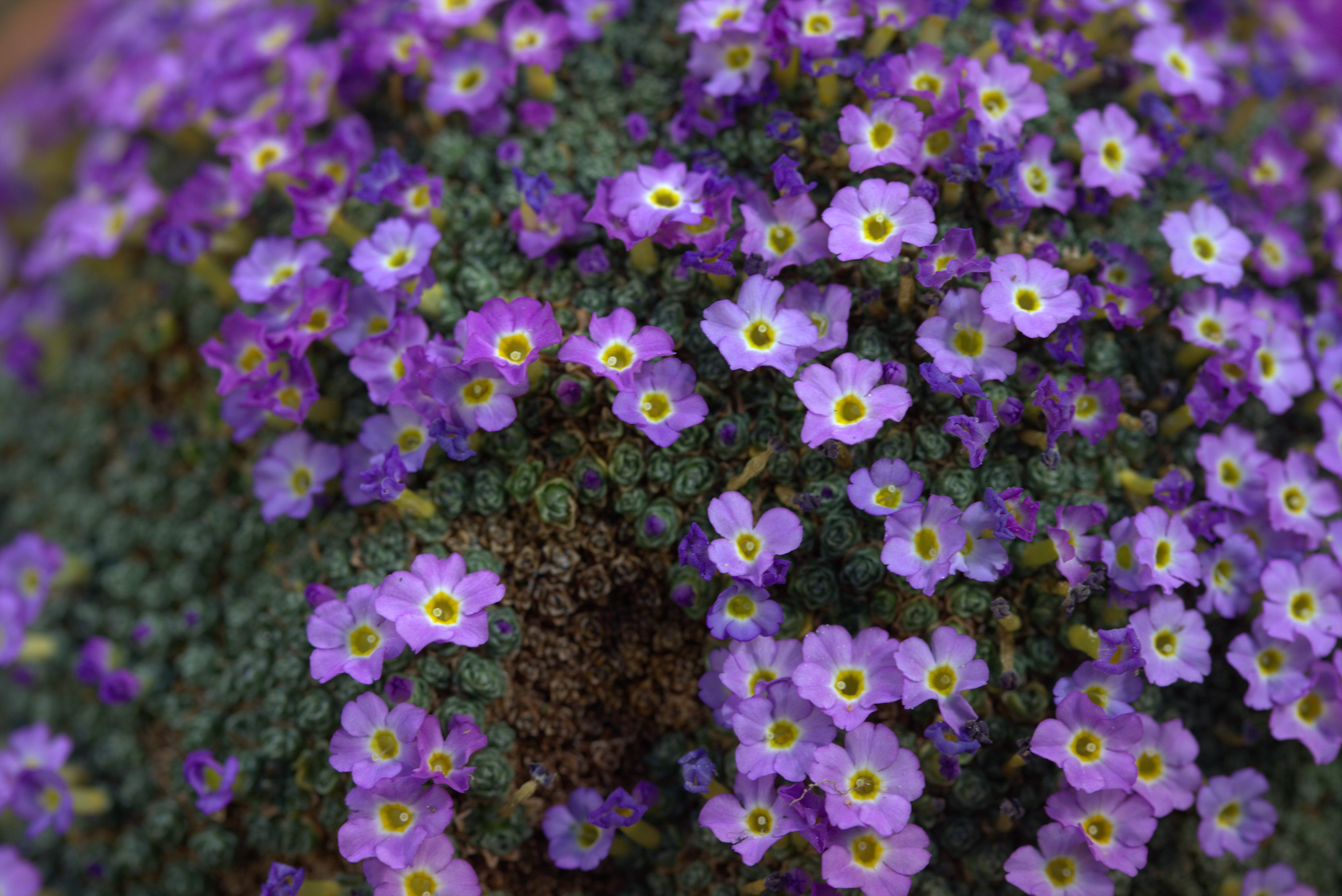
Dionysia curviflora
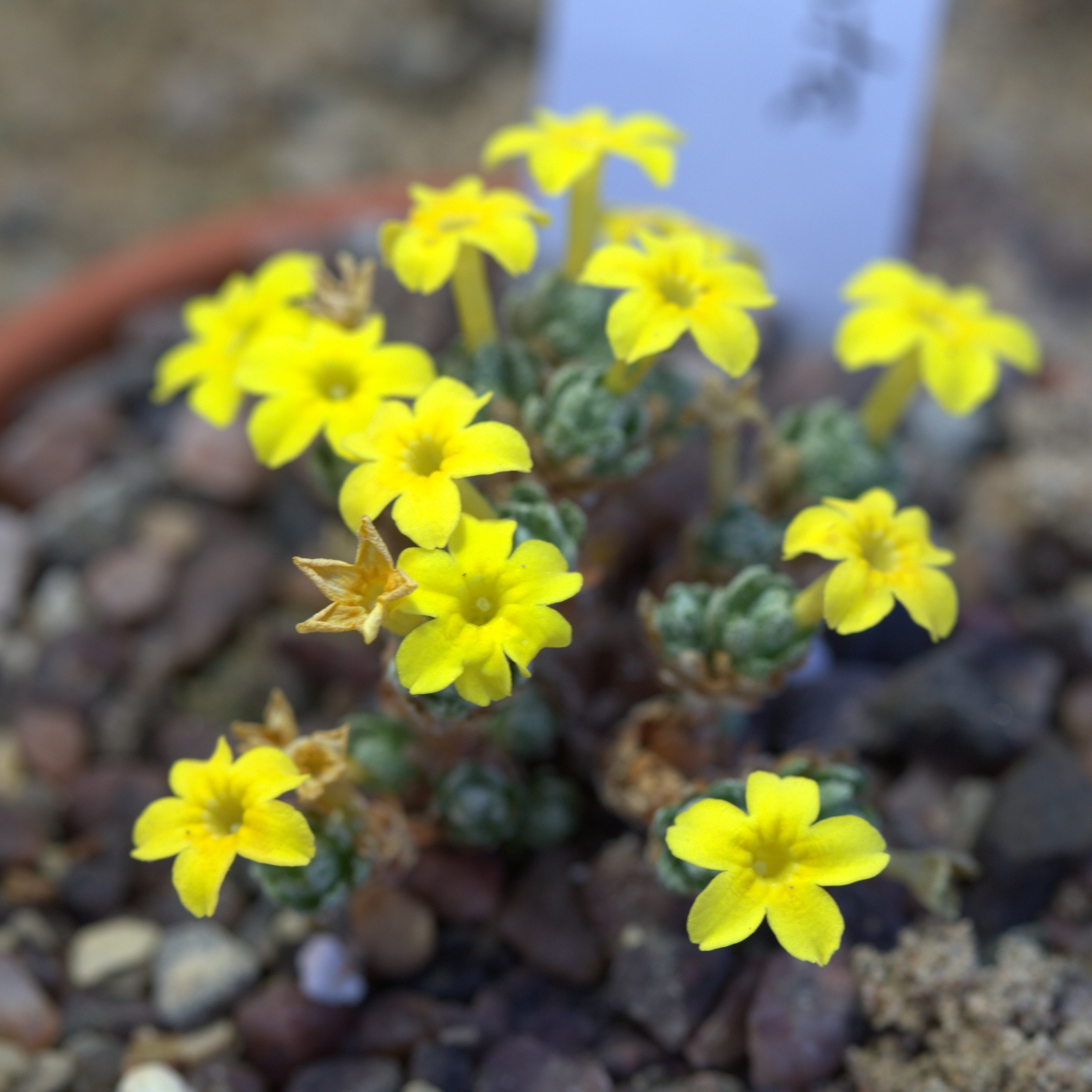
Dionysia denticulata
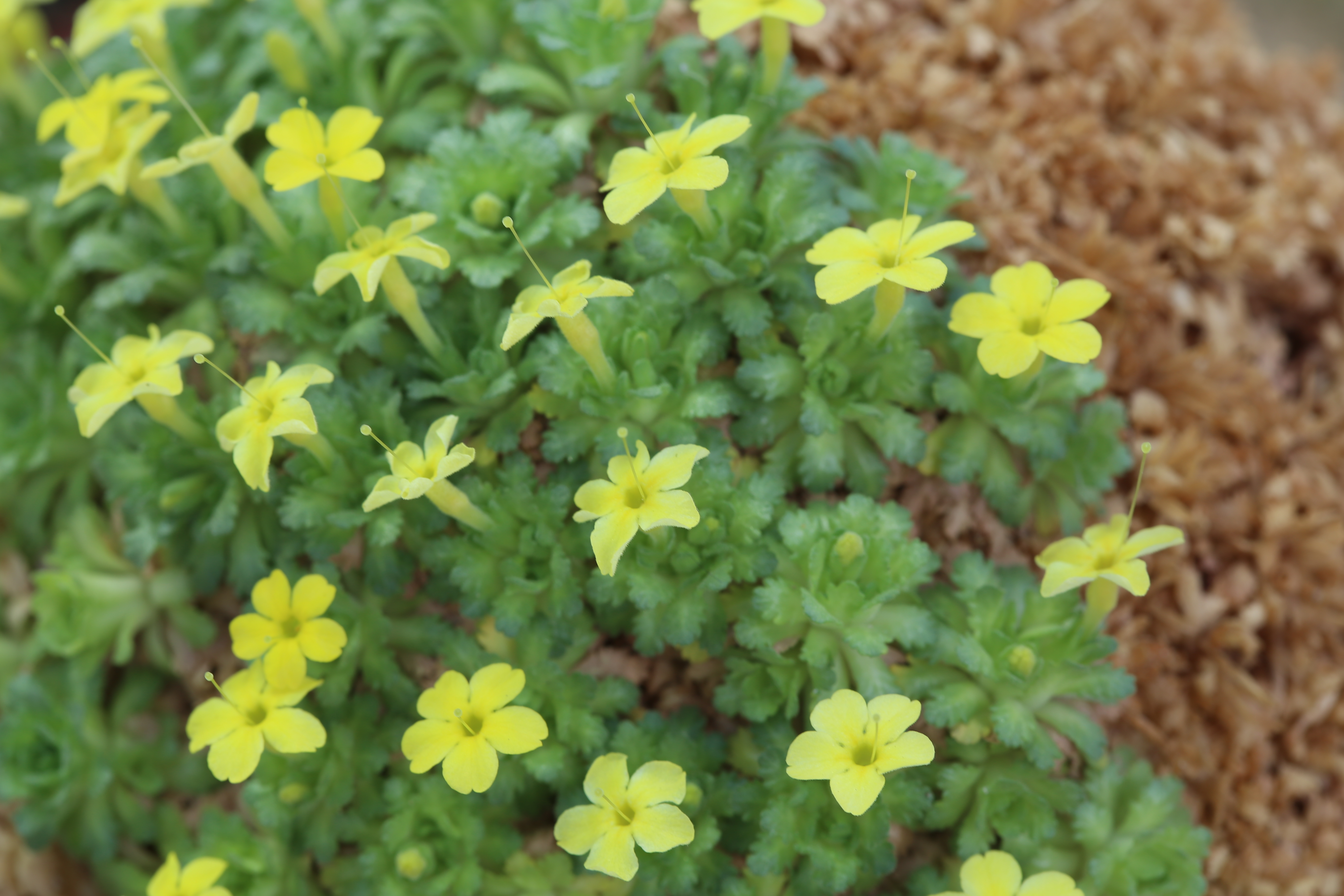
Dionysia diapensiifolia
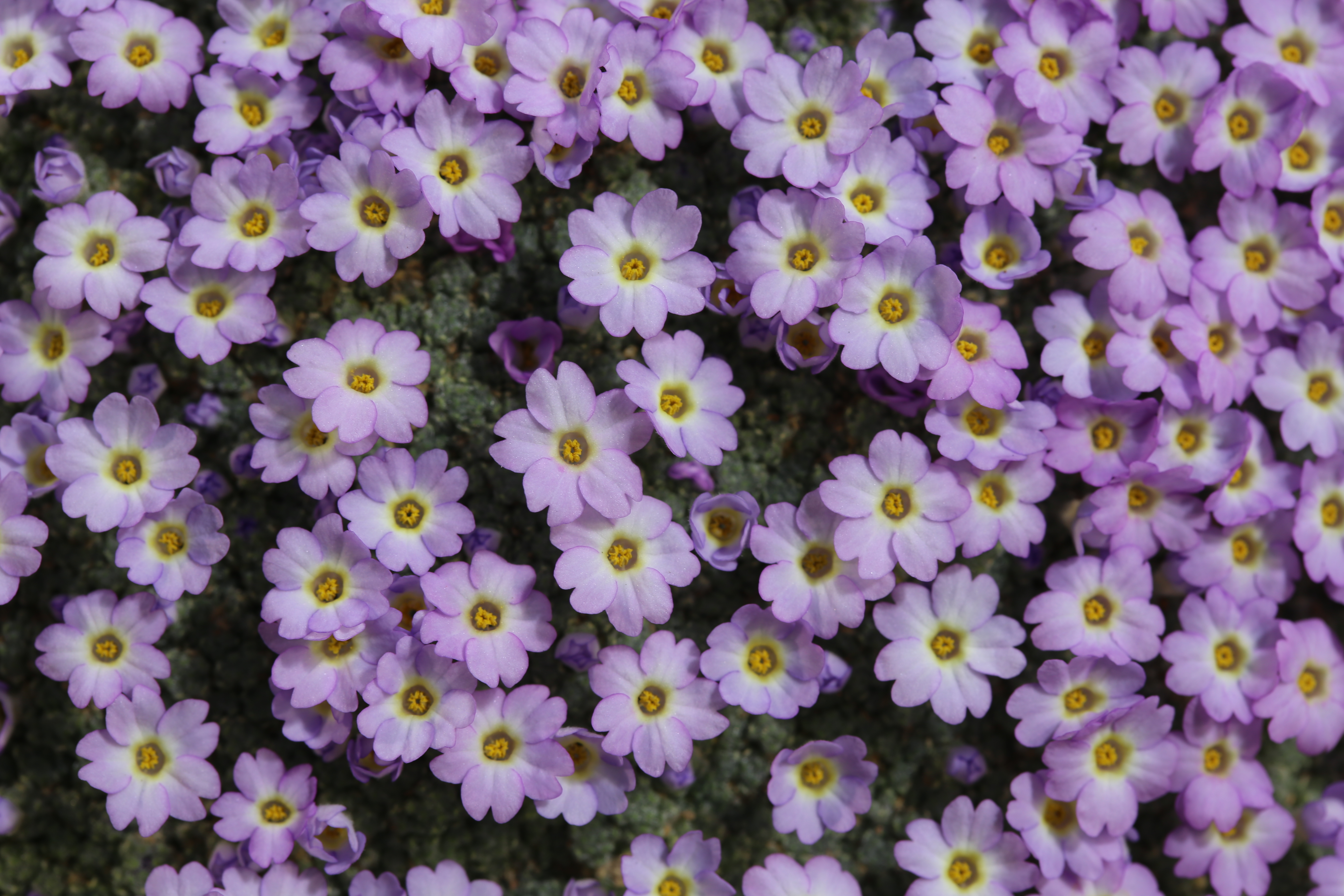
Dionysia esfandiarii
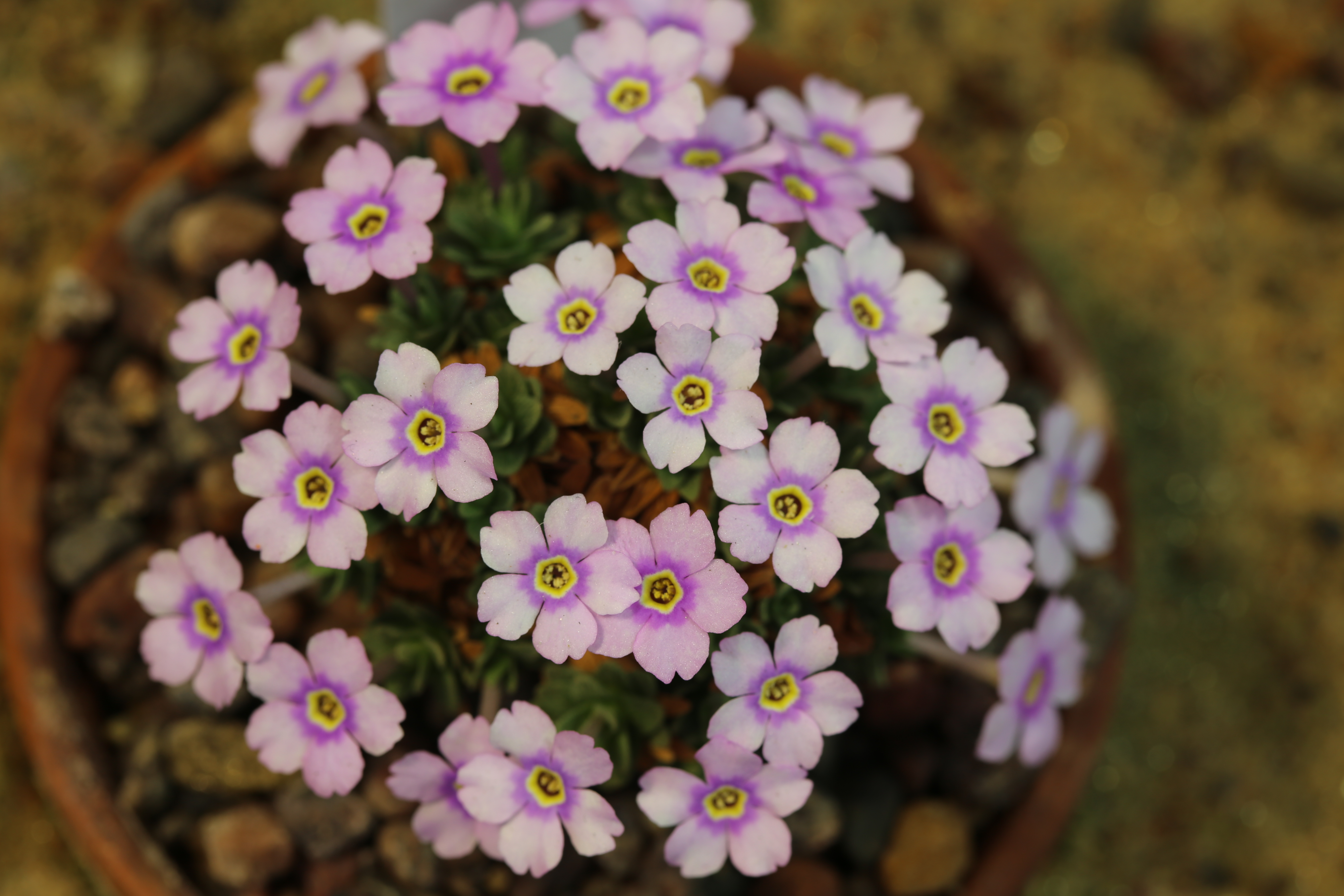
Dionysia freitagii
Dionysia gandzhinae
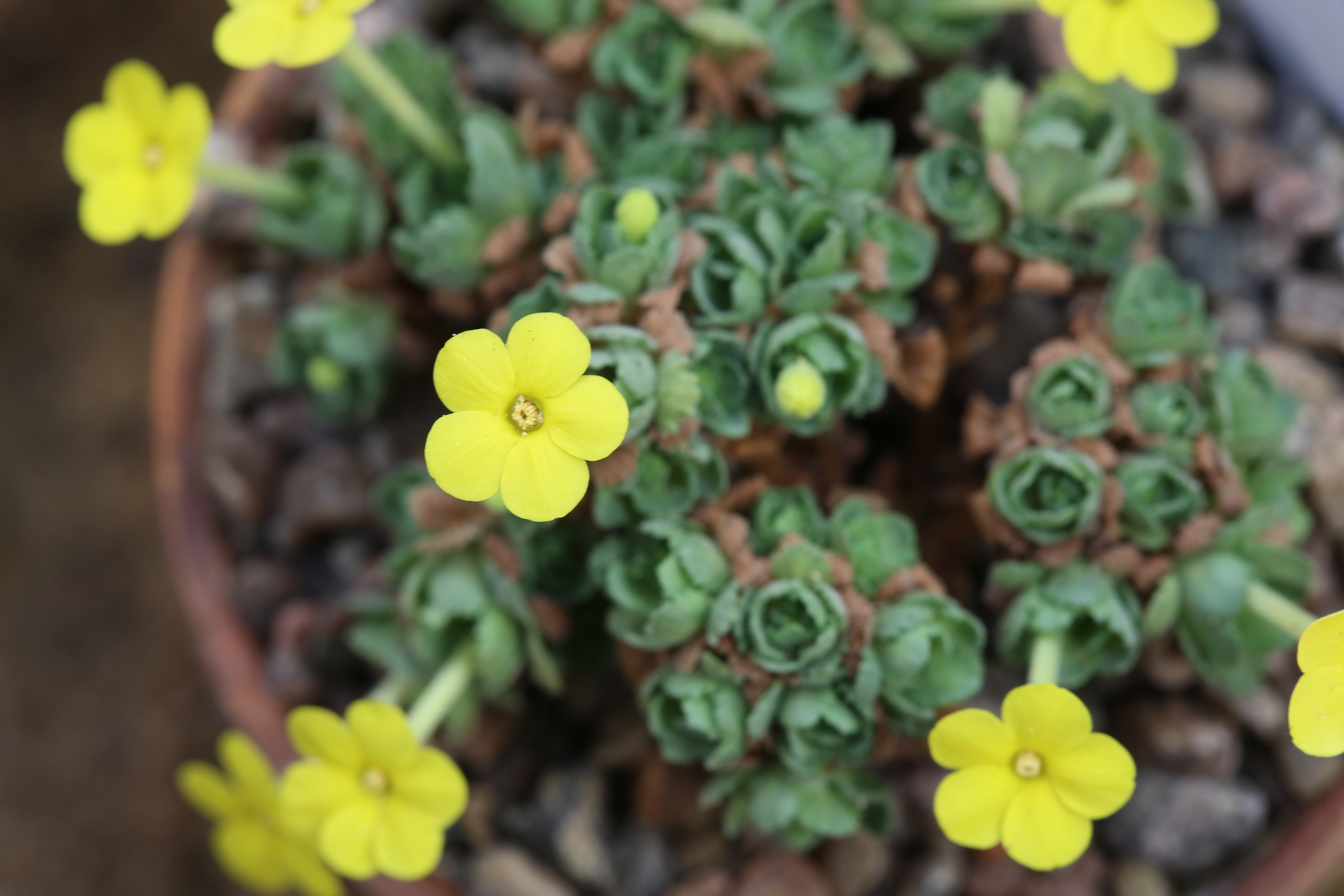
Dionysia gaubae
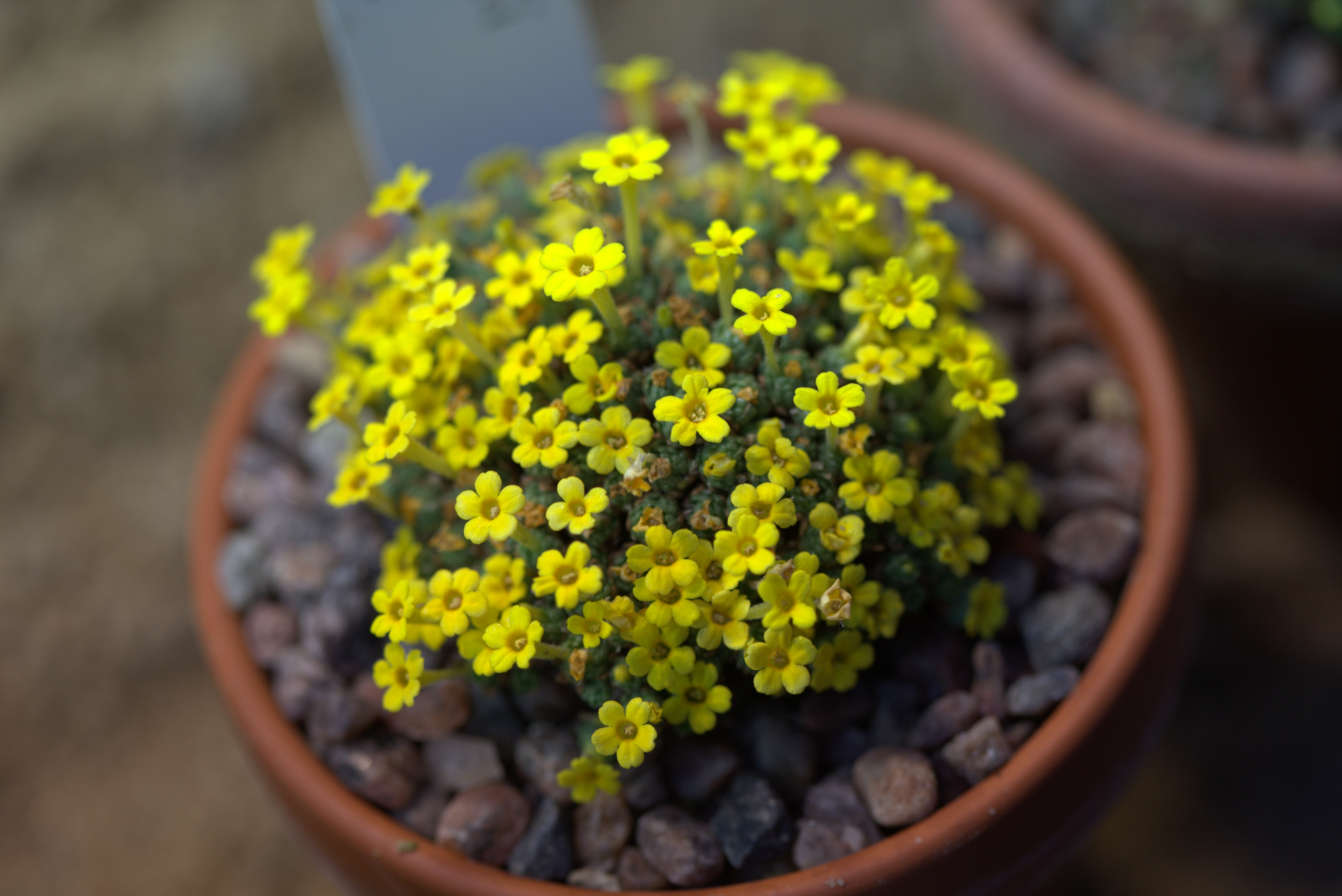
Dionysia haussknechtii
Dionysia hedgei
Dionysia hissarica
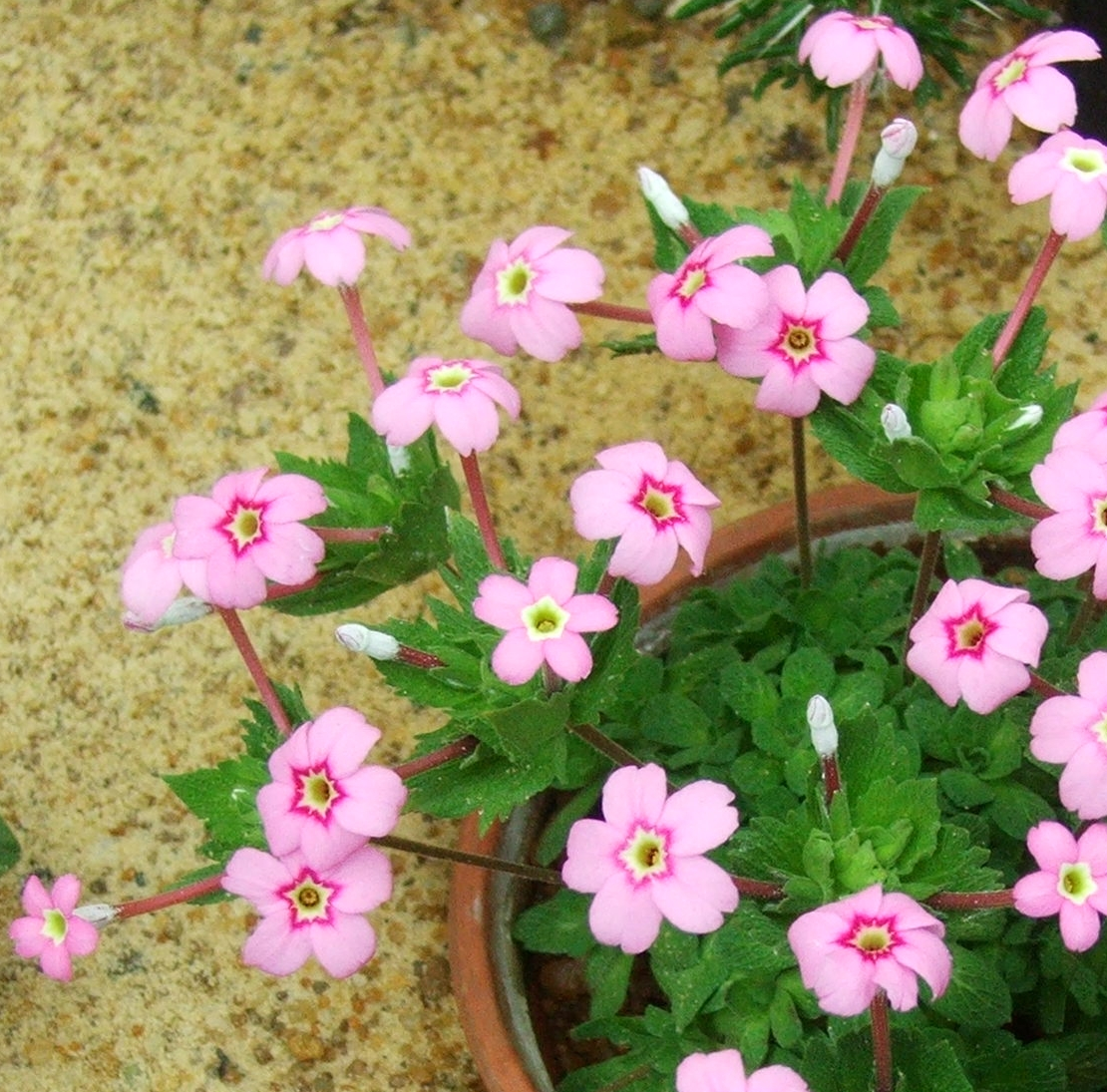
Dionysia involucrata
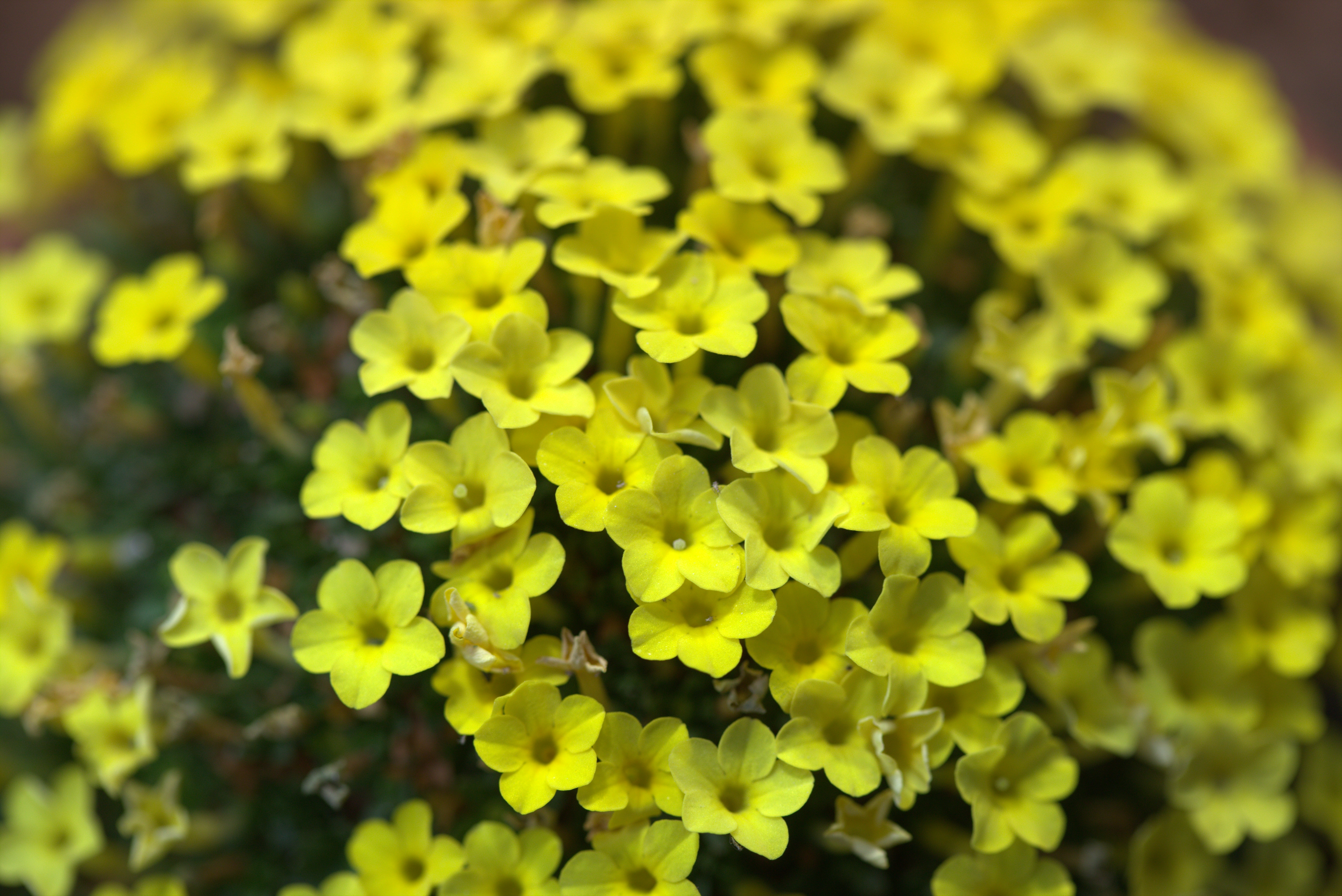
Dionysia iranica
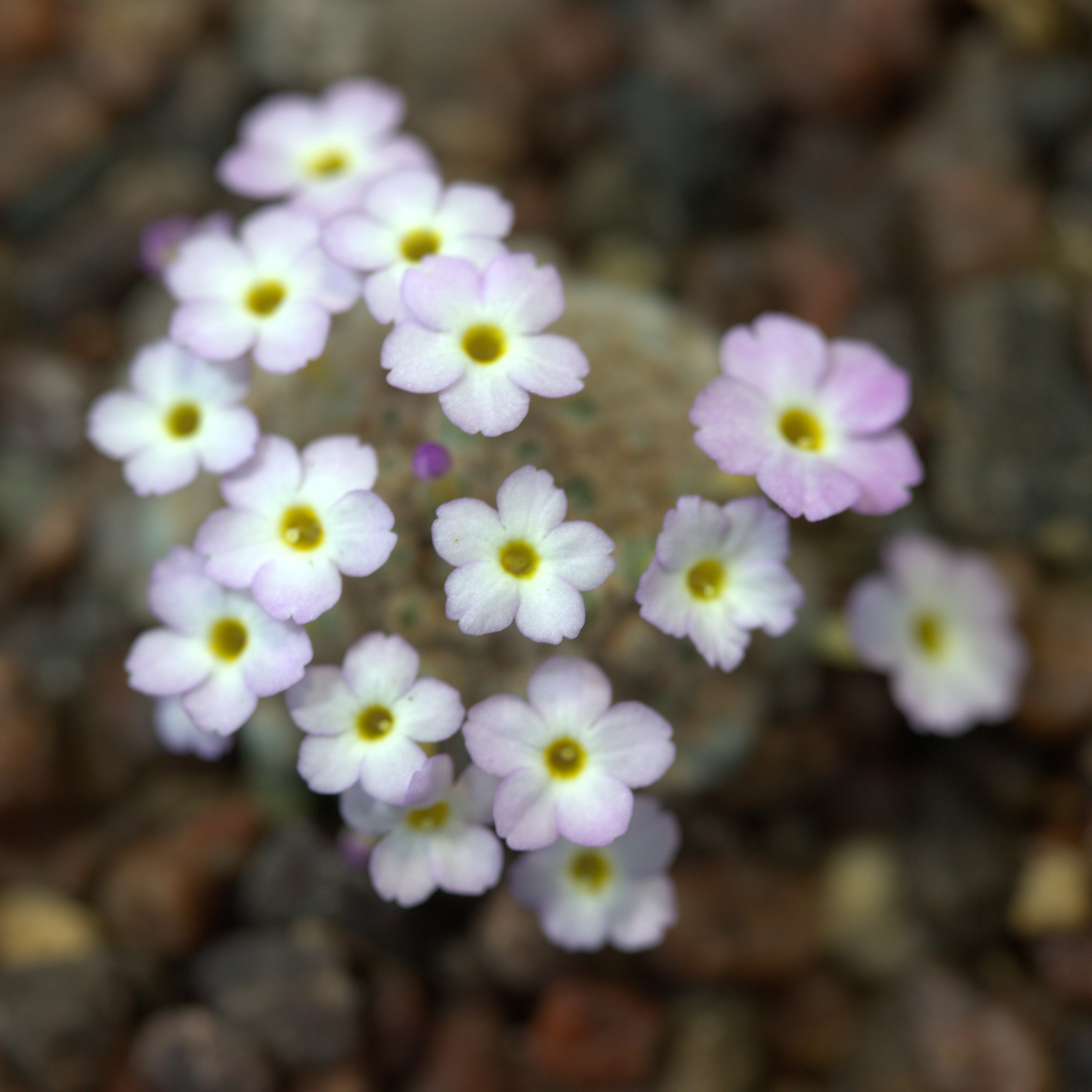
Dionysia iranshahrii
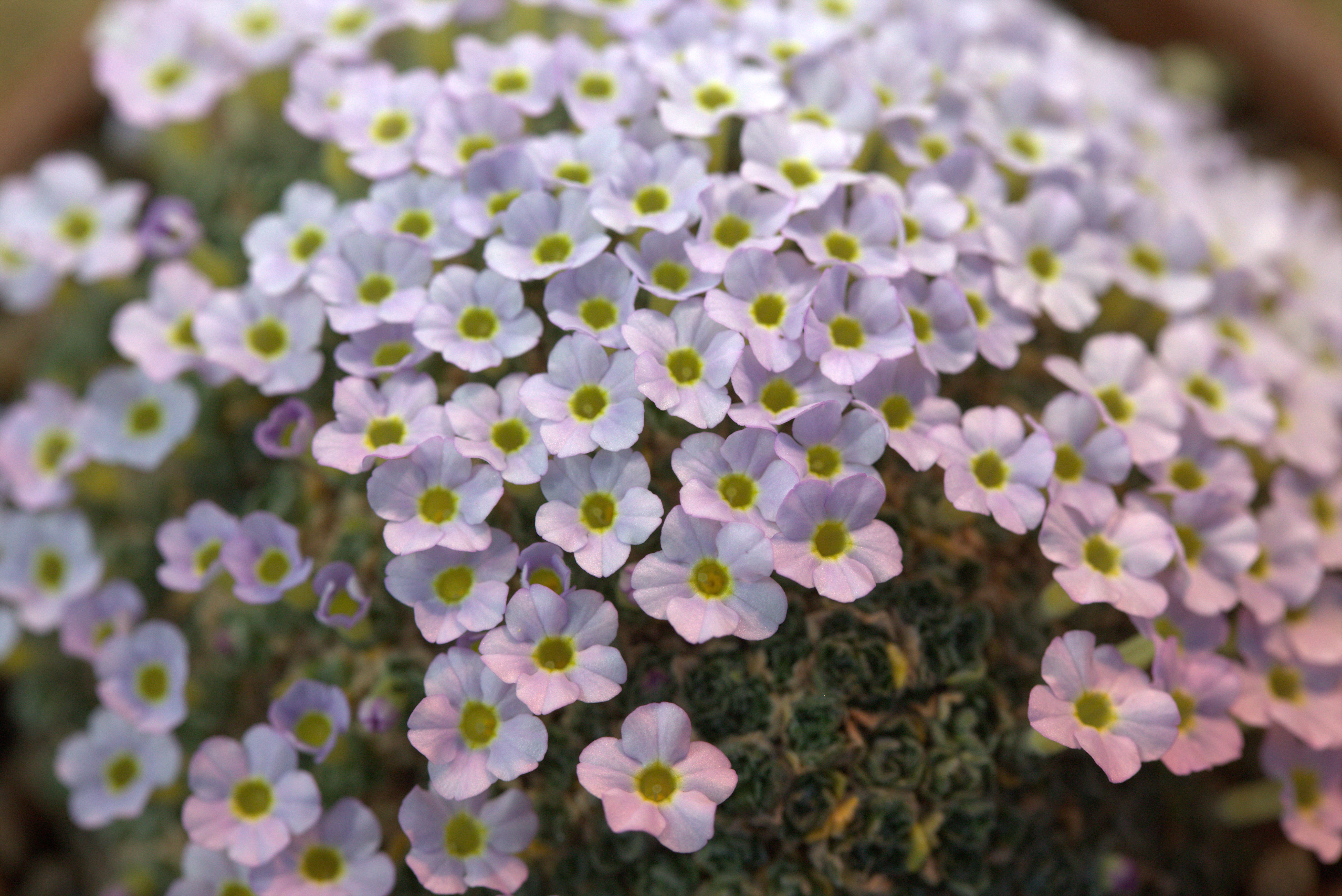
Dionysia janthina
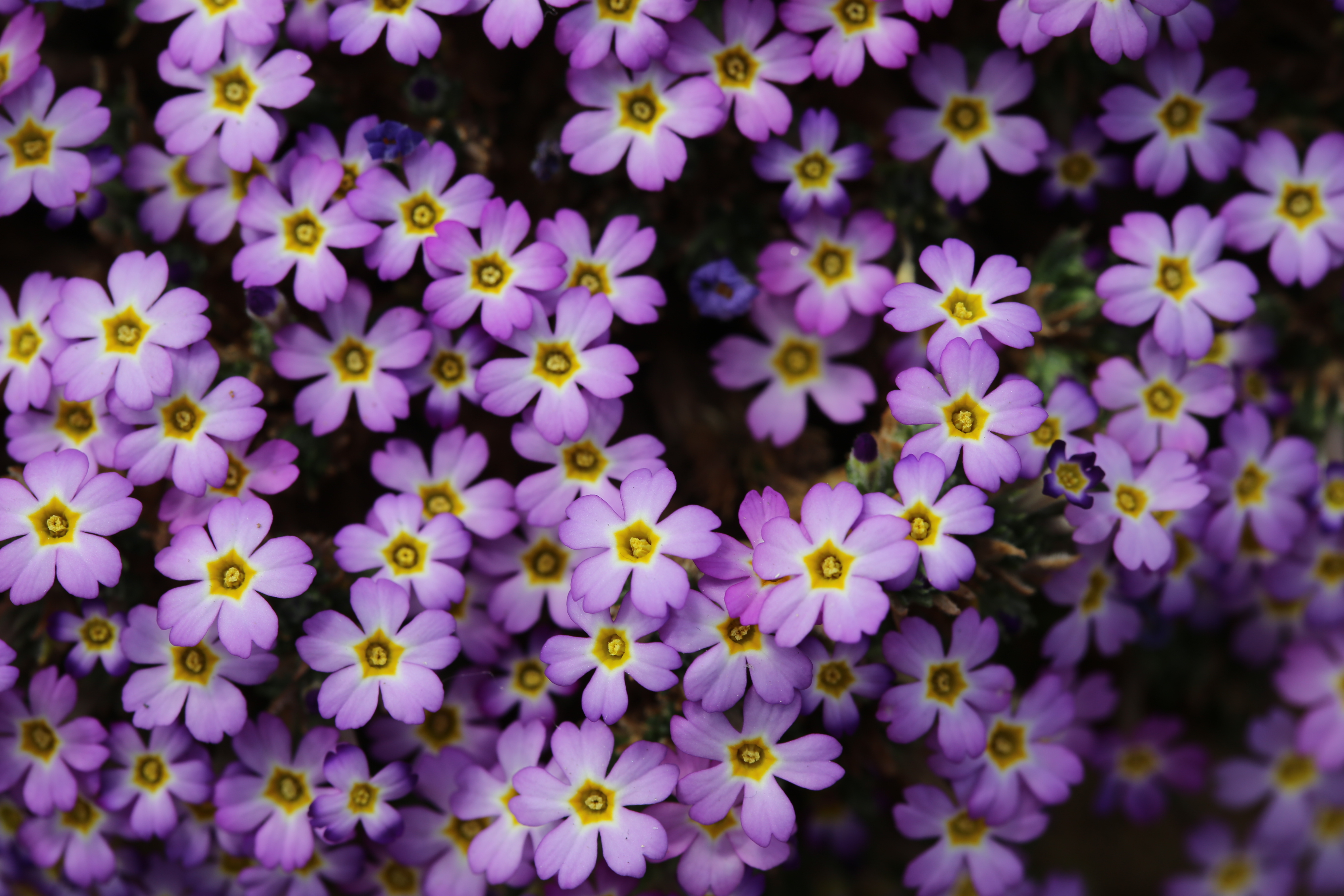
Dionysia khatamii
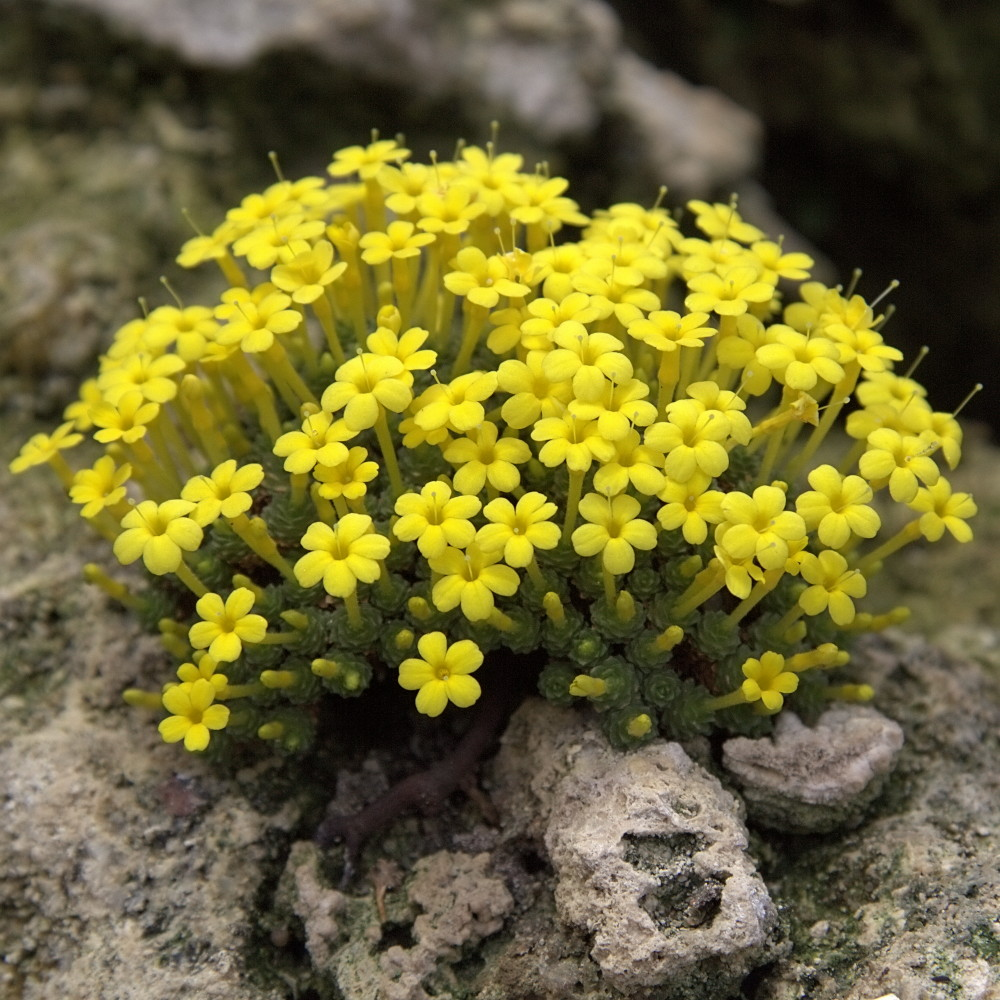
Dionysia khuzistanica
Dionysia kossinskyi
Dionysia lacei
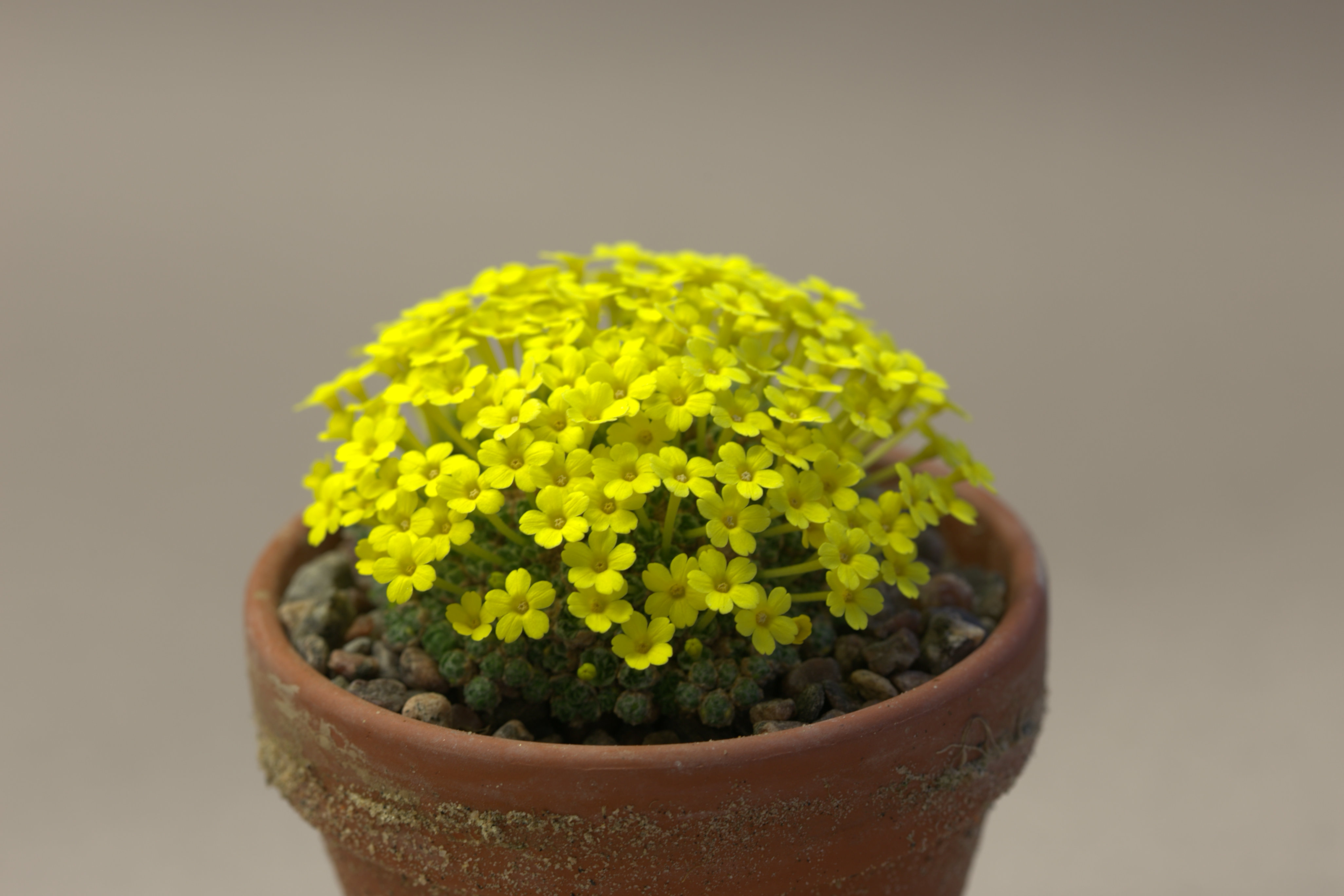
Dionysia lamingtonii
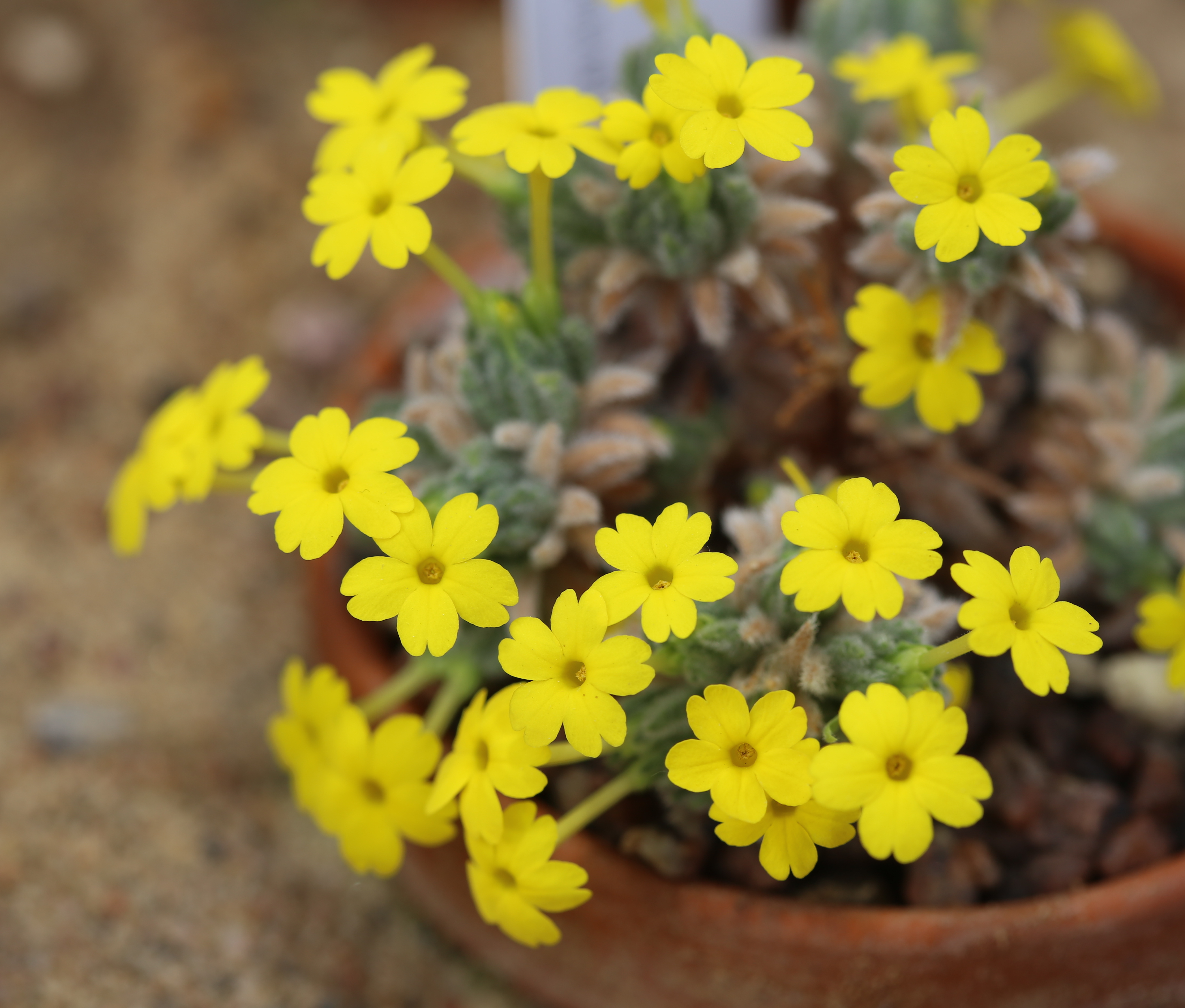
Dionysia leucotricha
Dionysia lindbergii
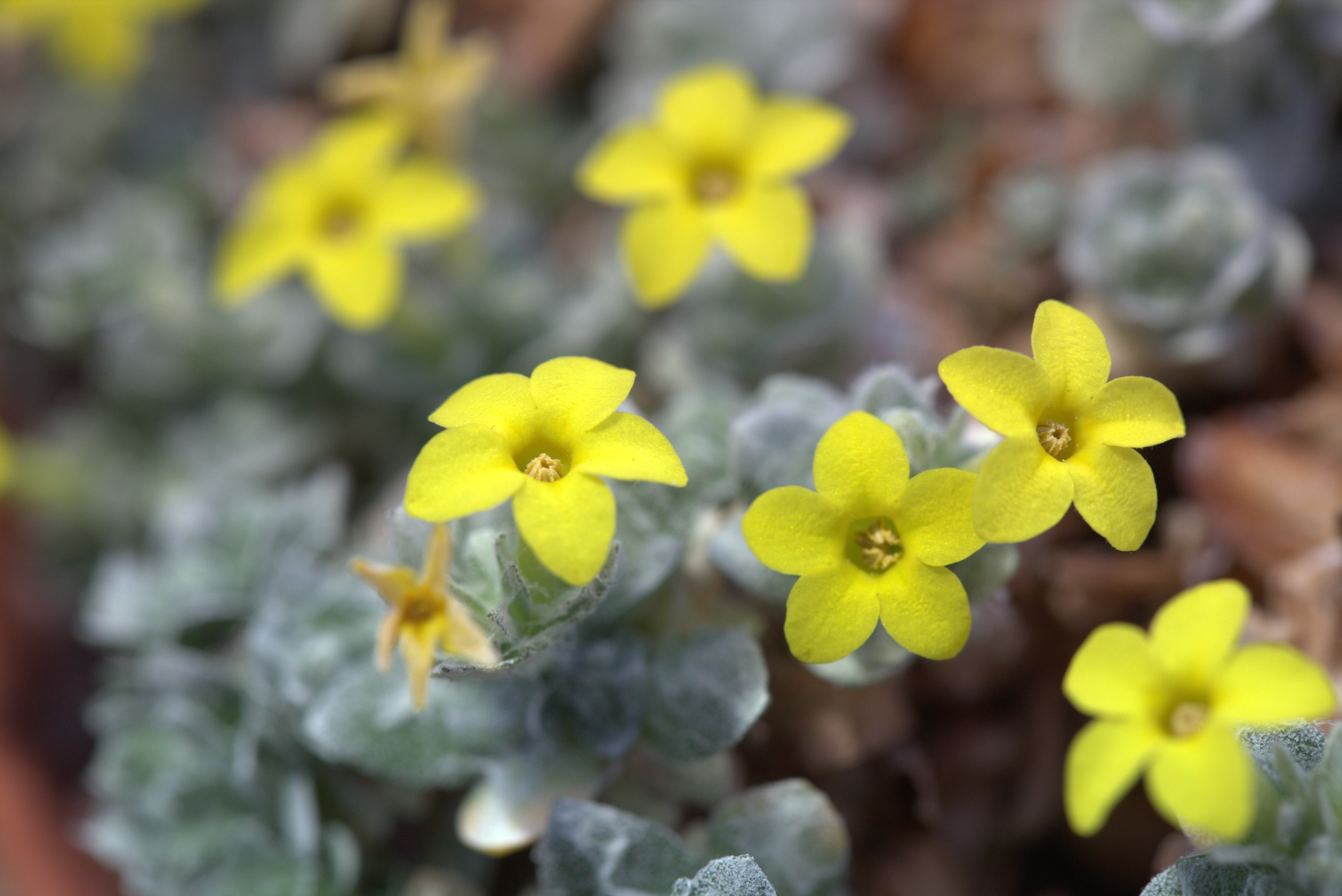
Dionysia lurorum
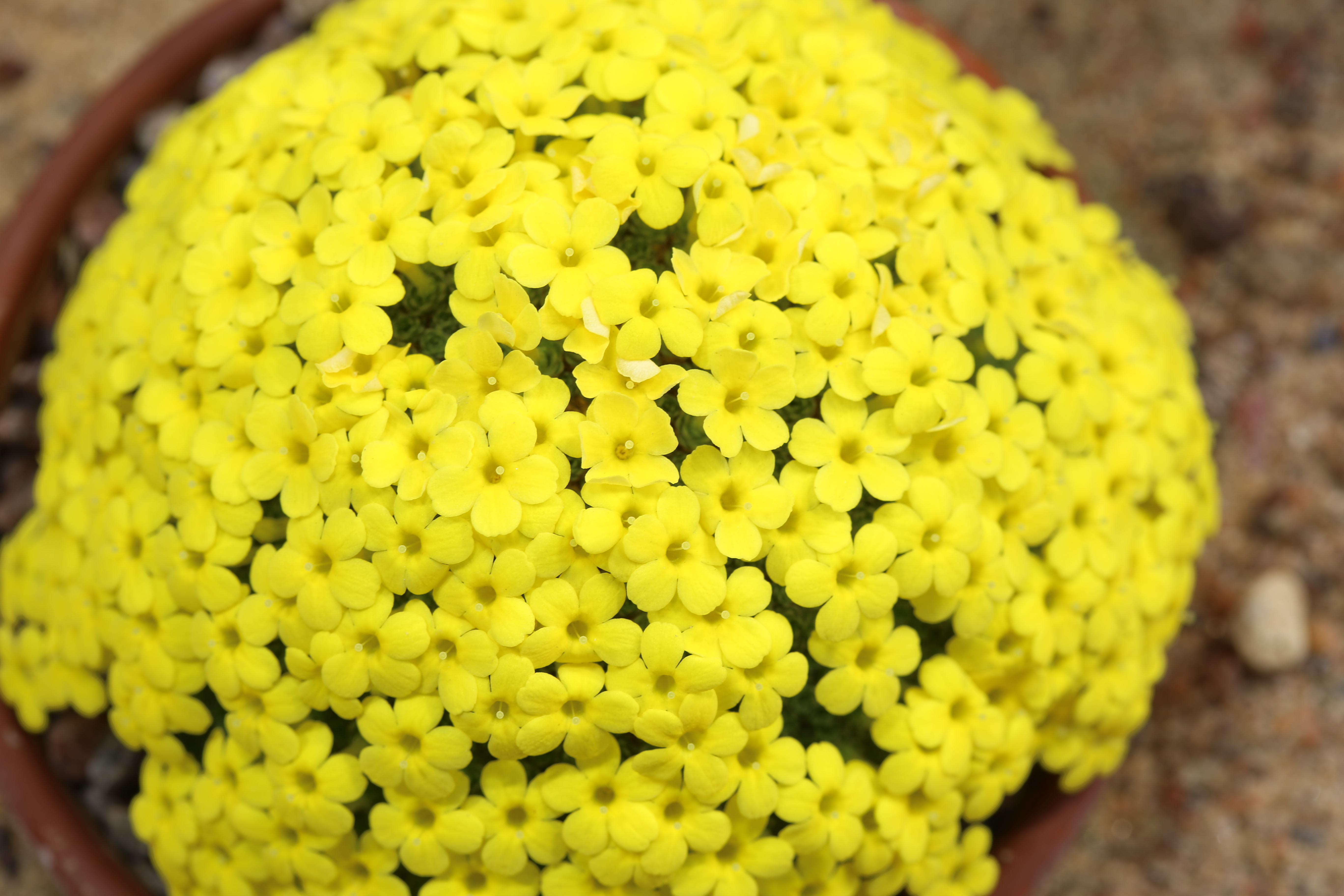
Dionysia michauxii
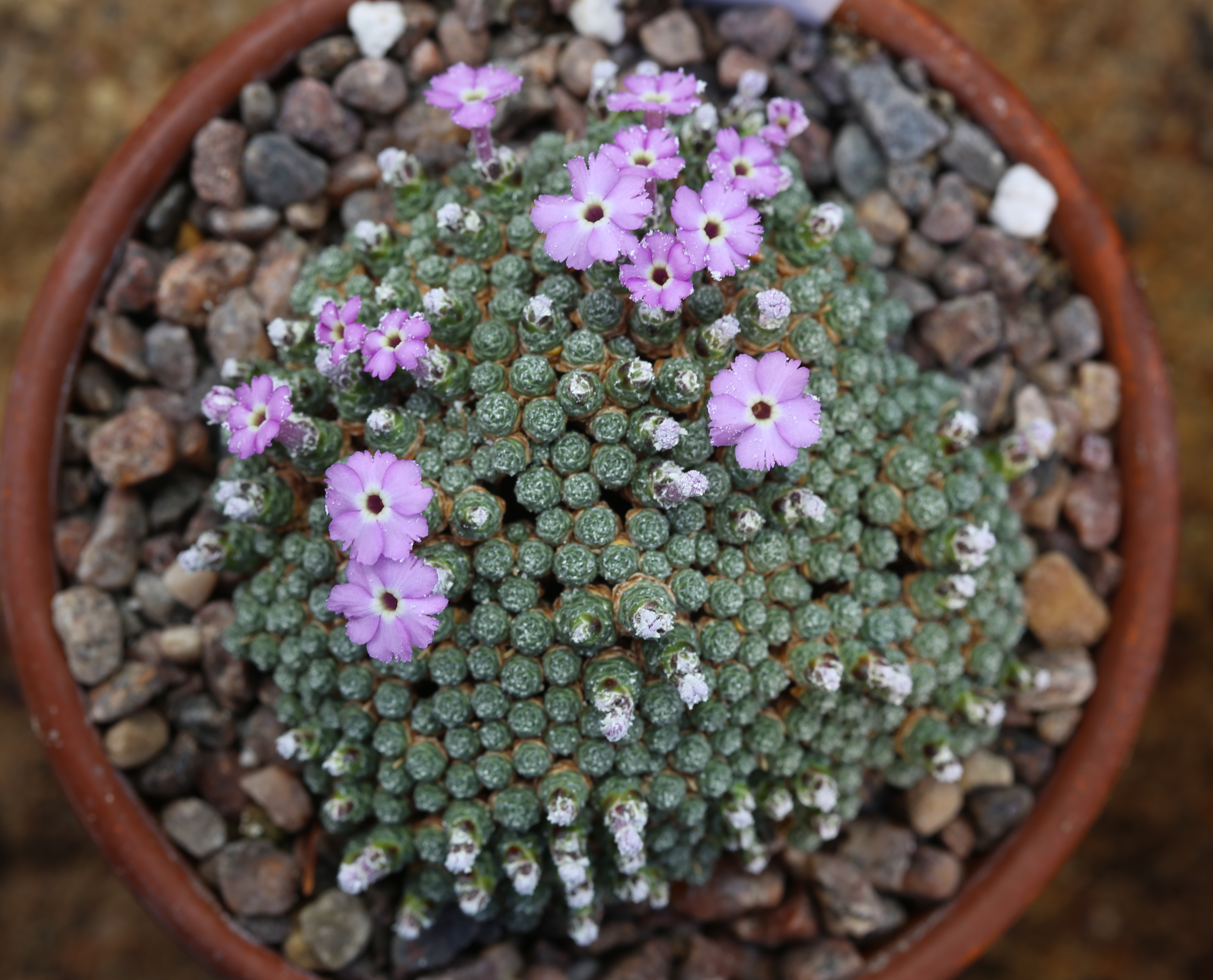
Dionysia microphylla
Dionysia mira
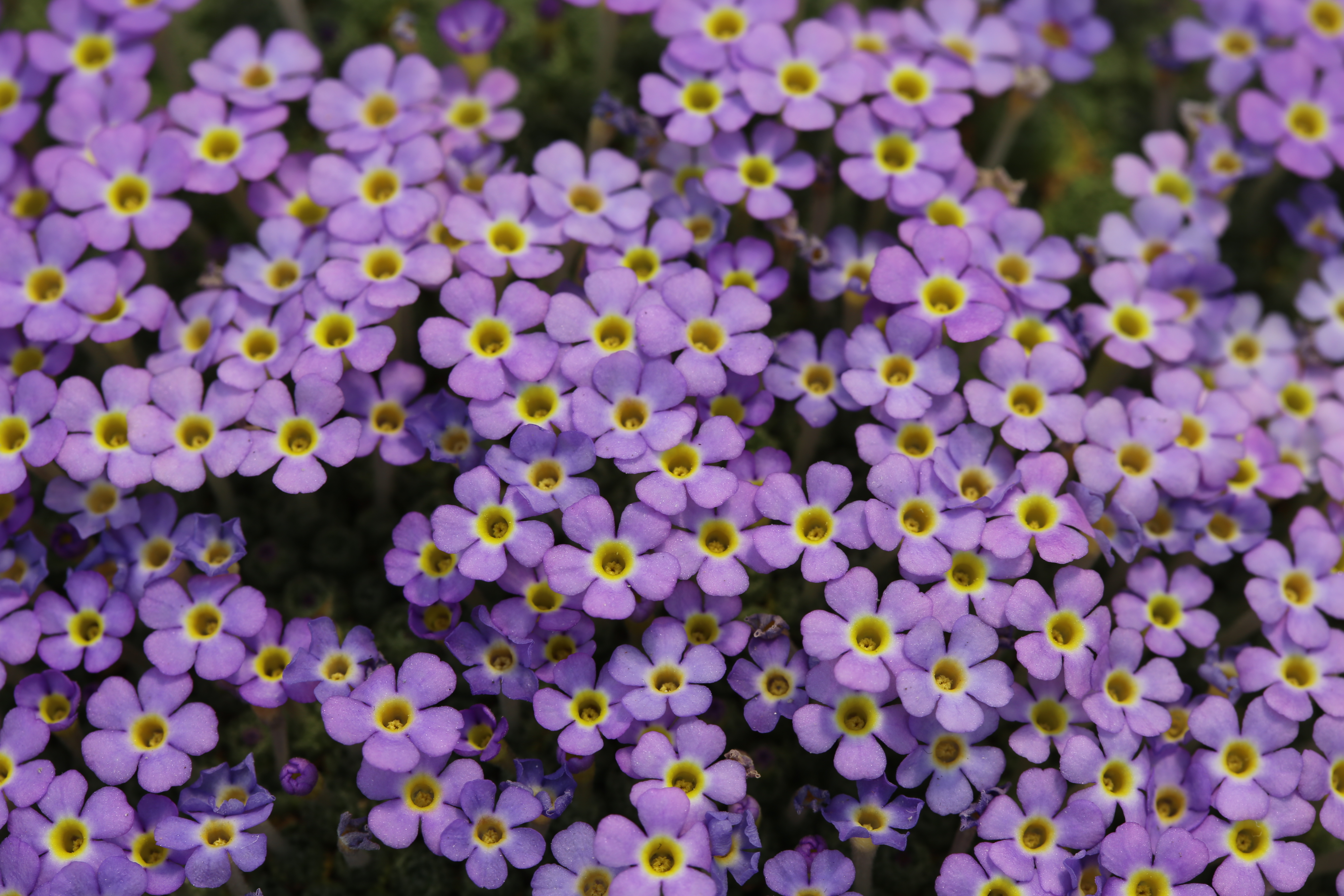
Dionysia mozaffarianii
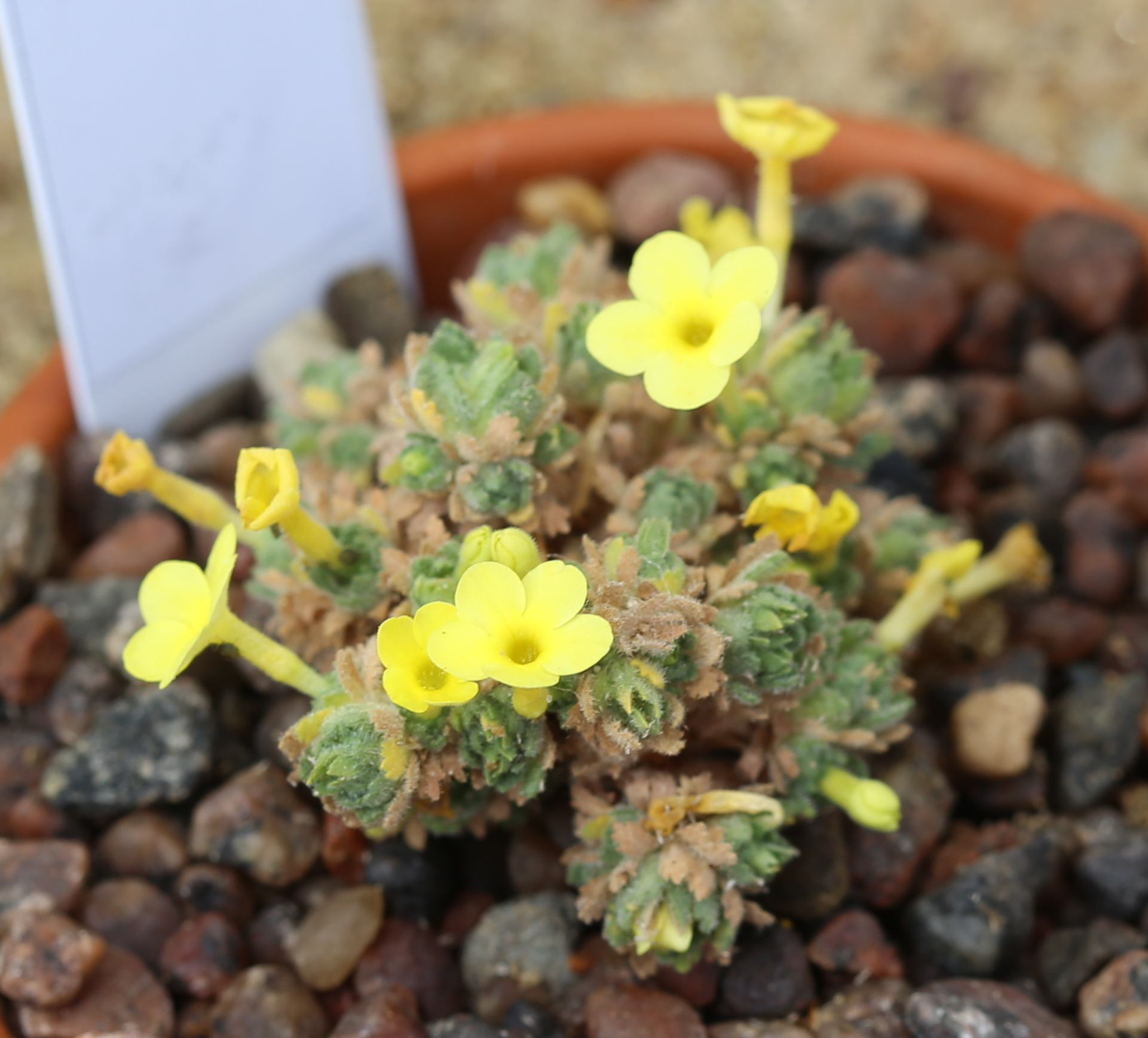
Dionysia odora
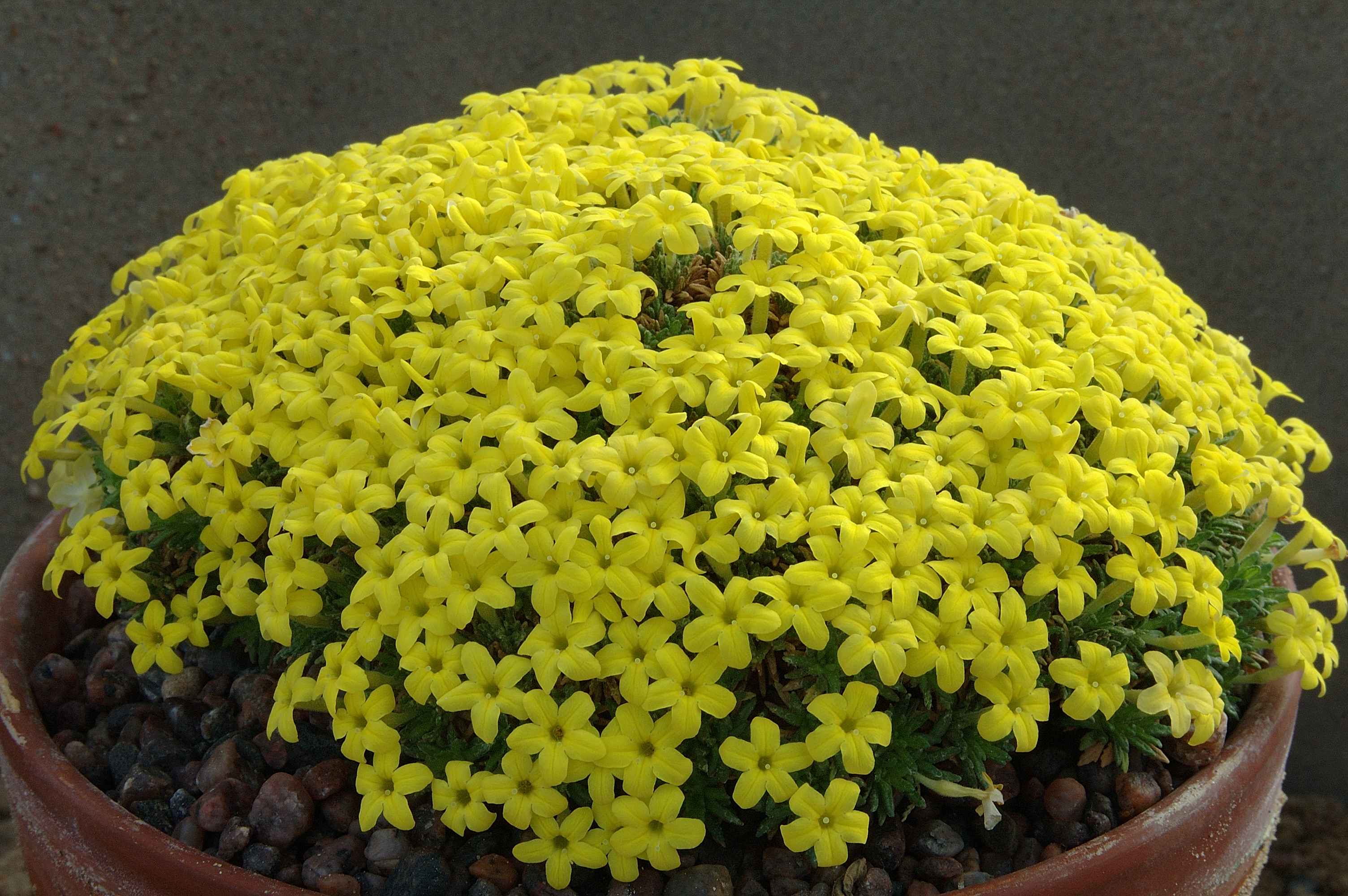
Dionysia oreodoxa
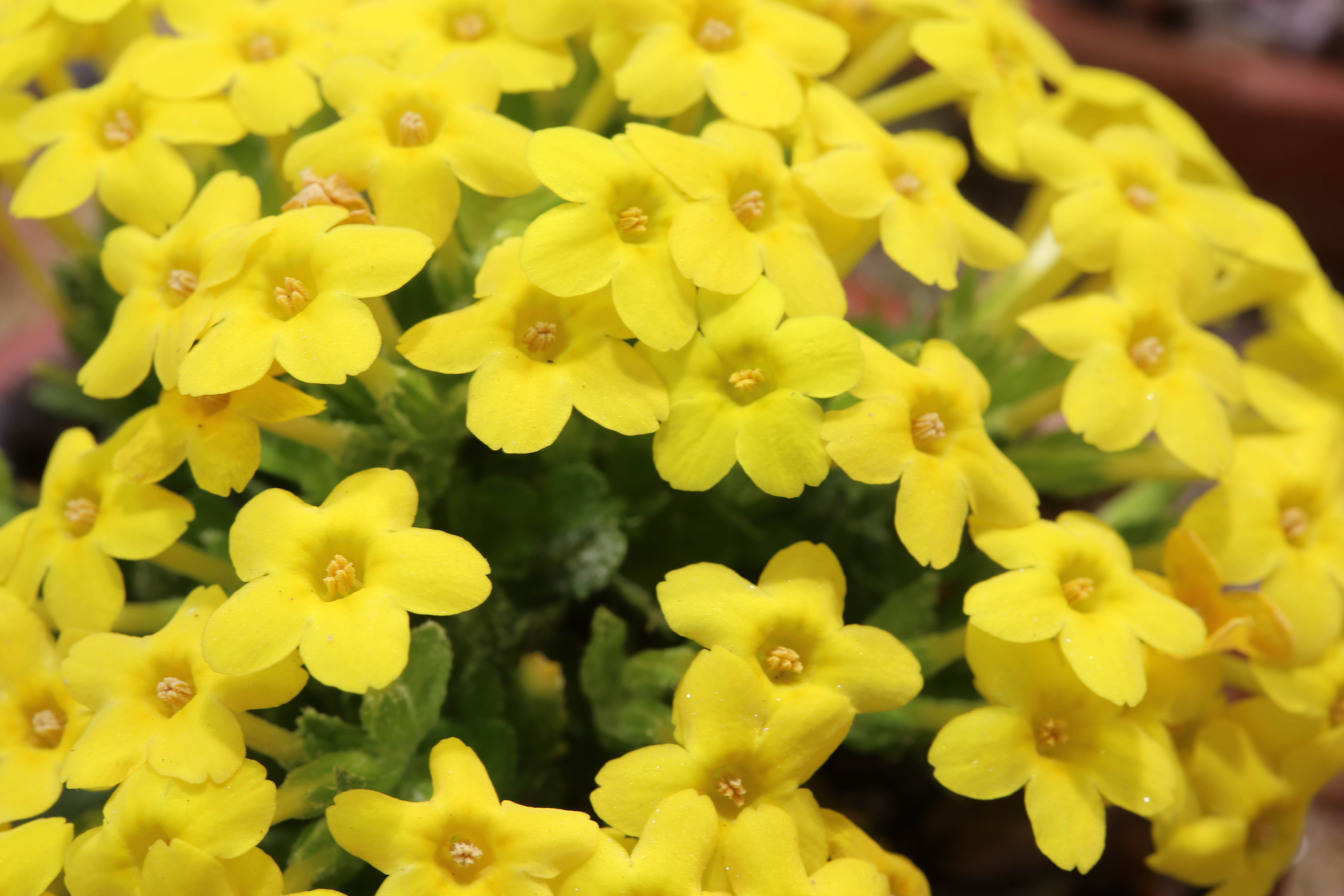
Dionysia paradoxa
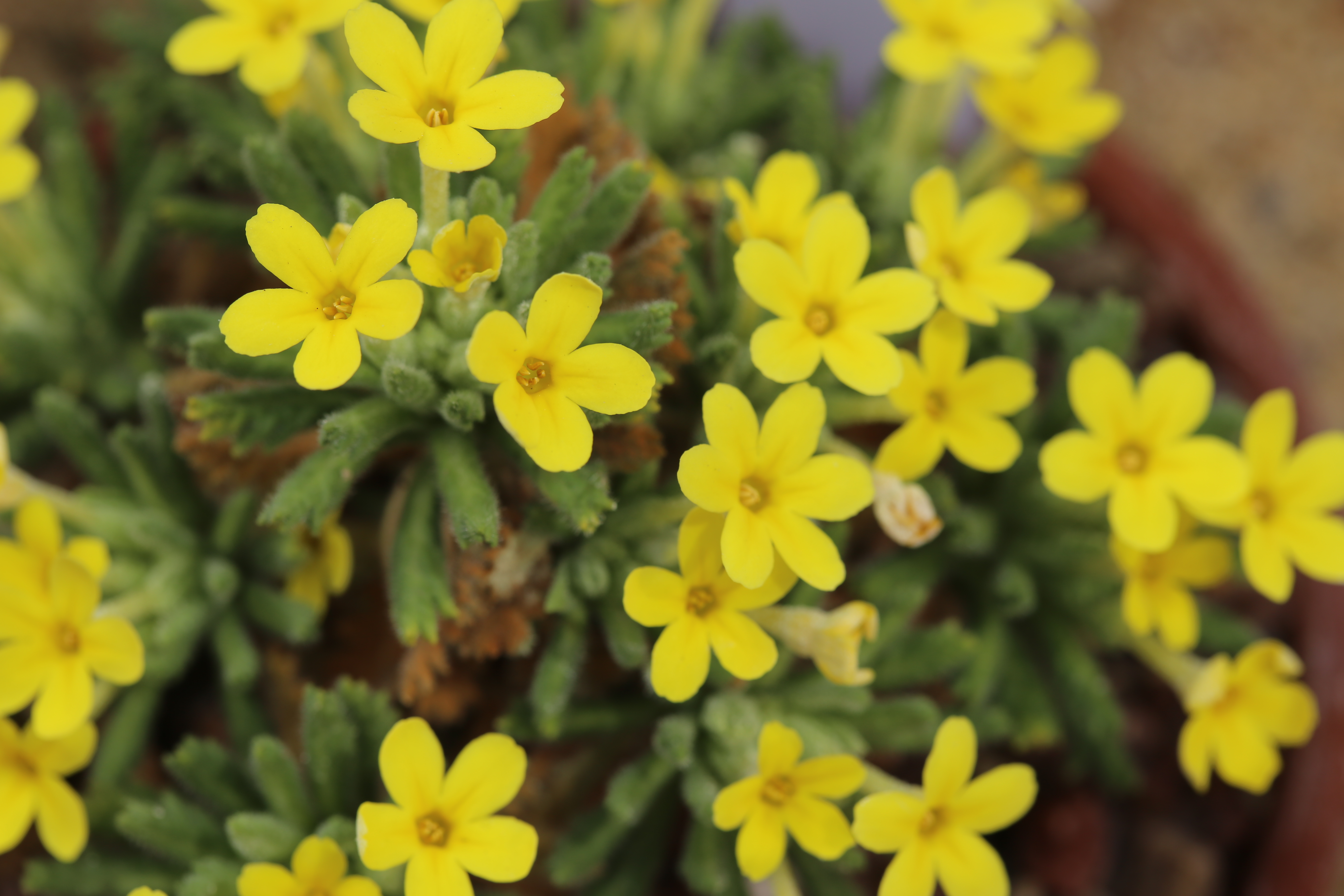
Dionysia revoluta
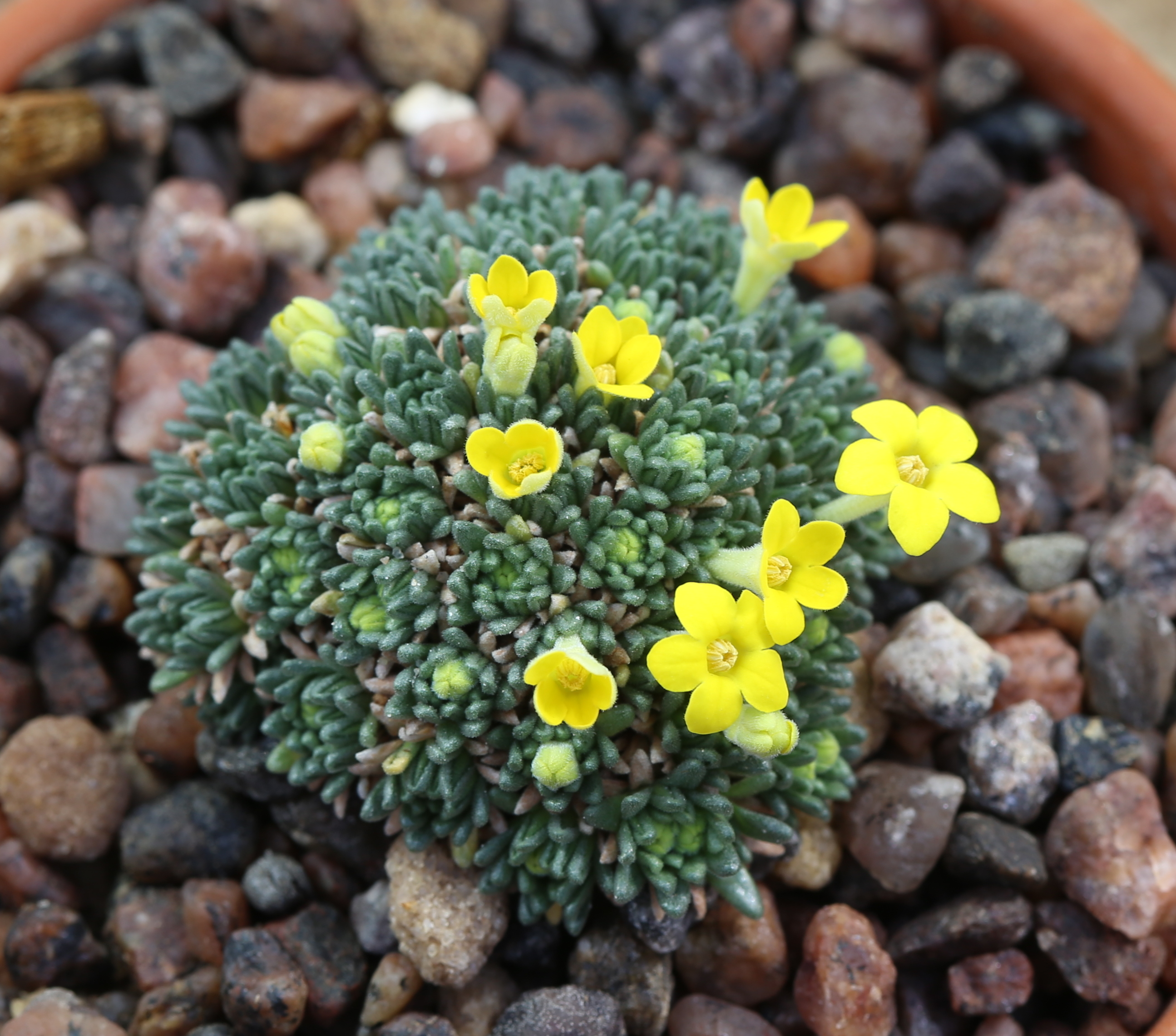
Dionysia rhaptodes
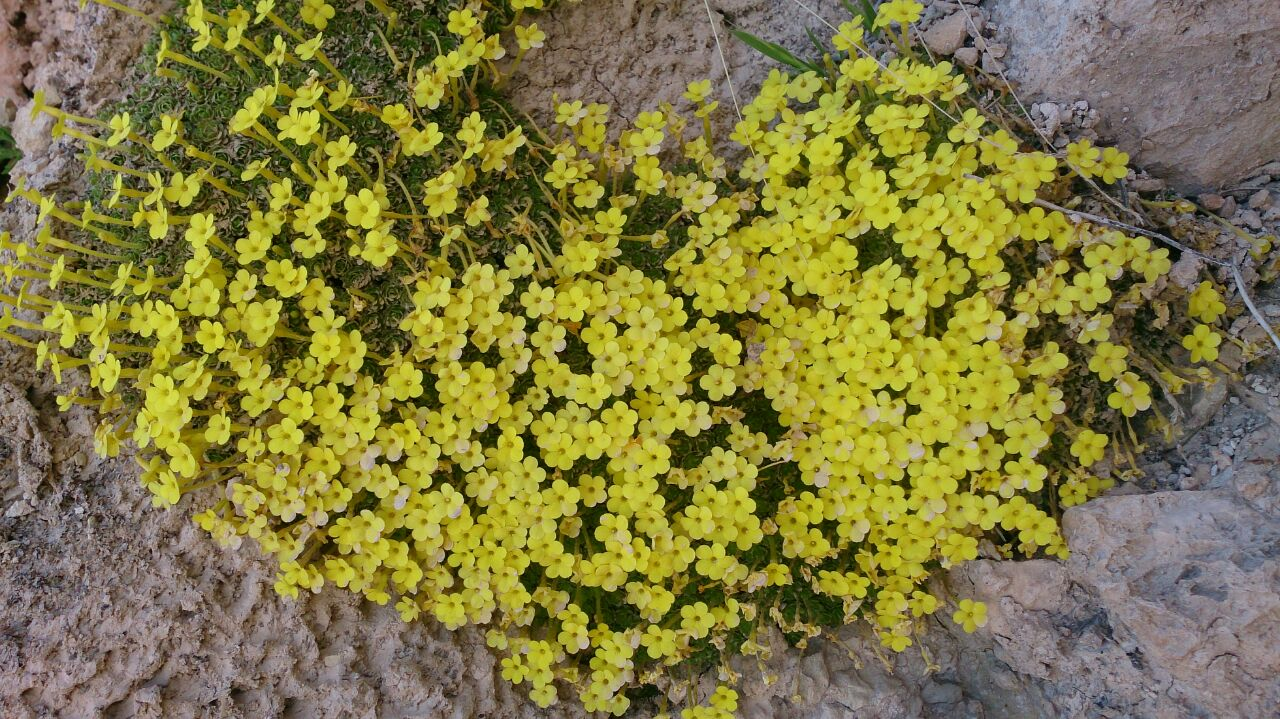
Dionysia robusta
Dionysia saponacea
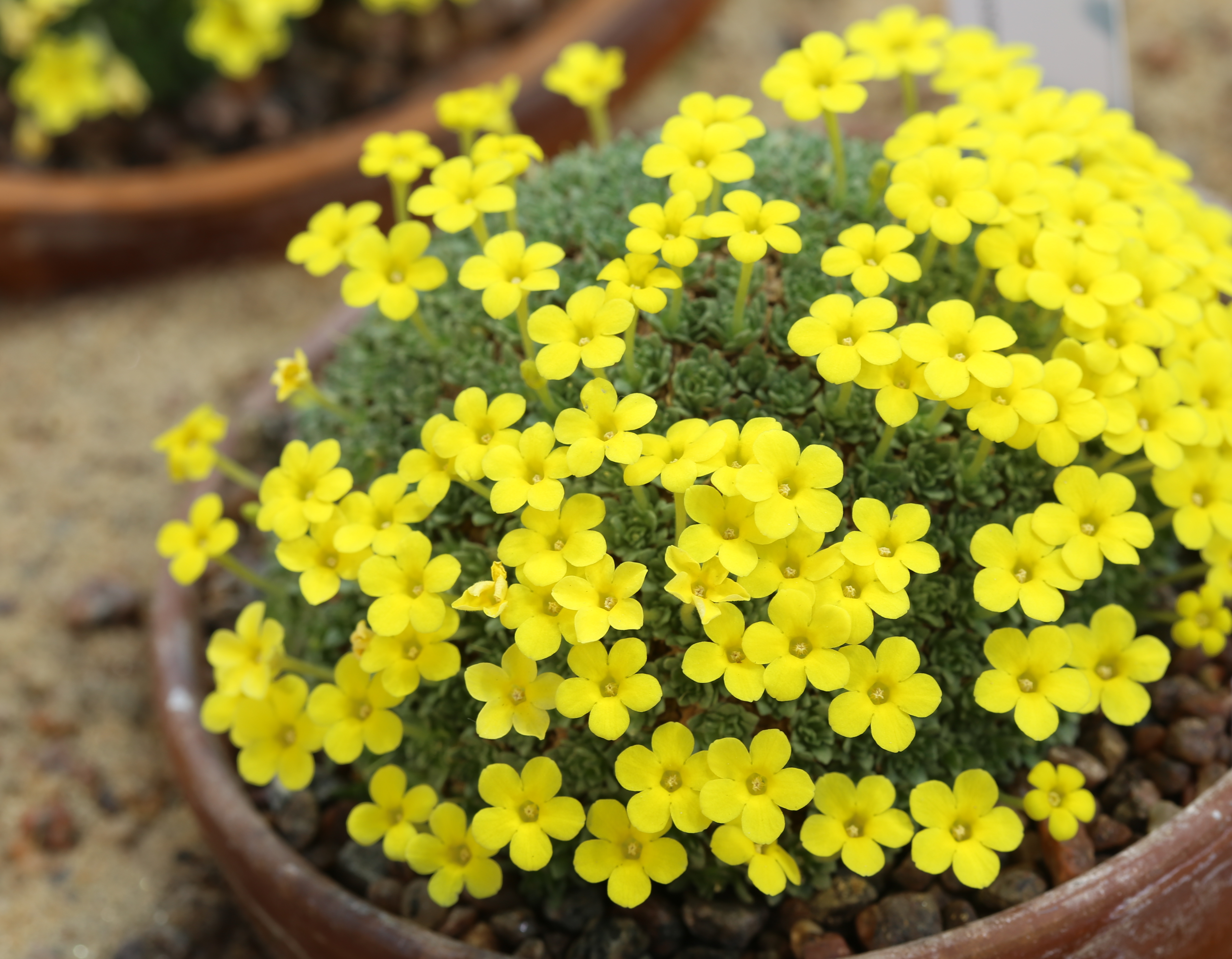
Dionysia sarvestanica
Dionysia sawyeri
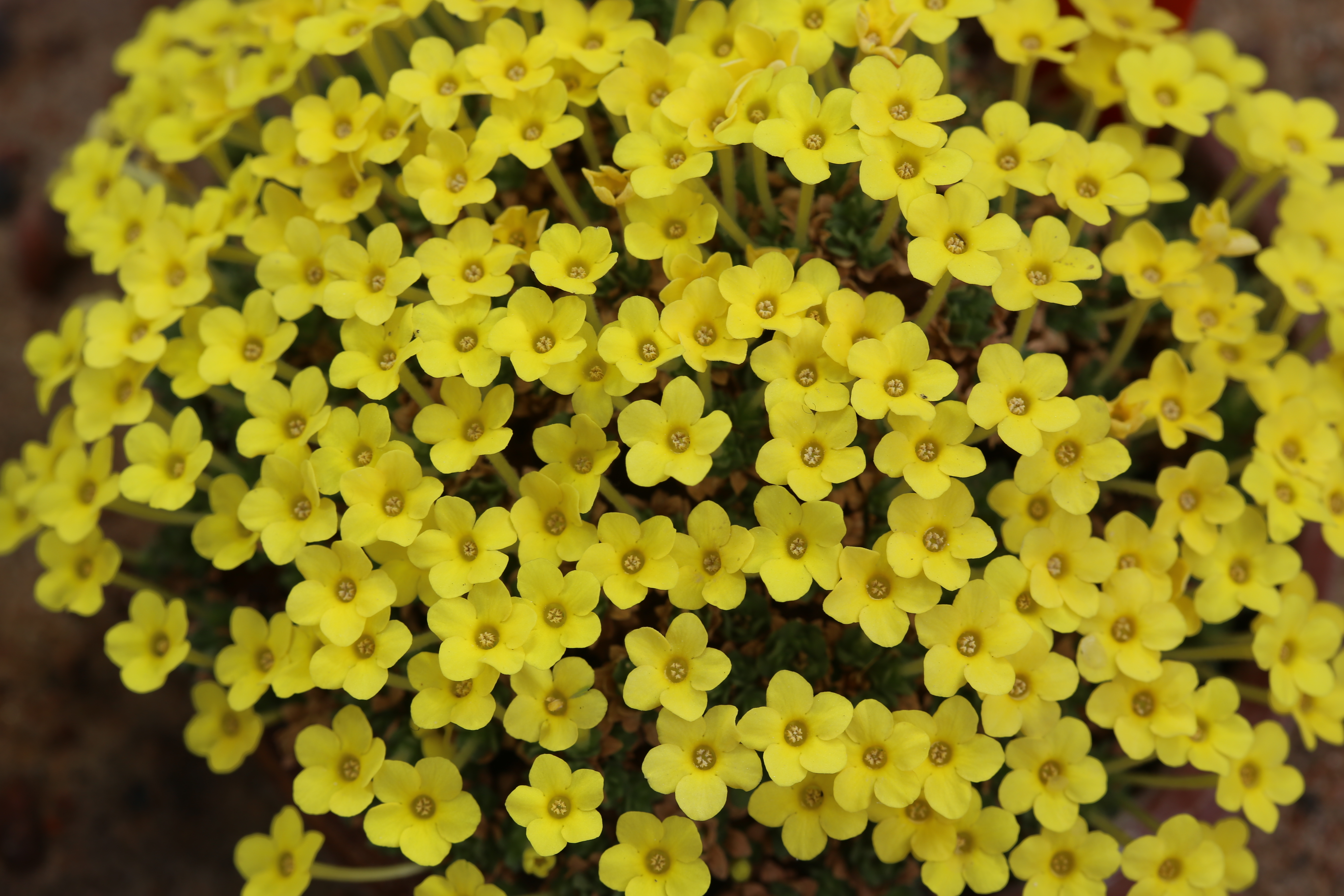
Dionysia tacamahaca
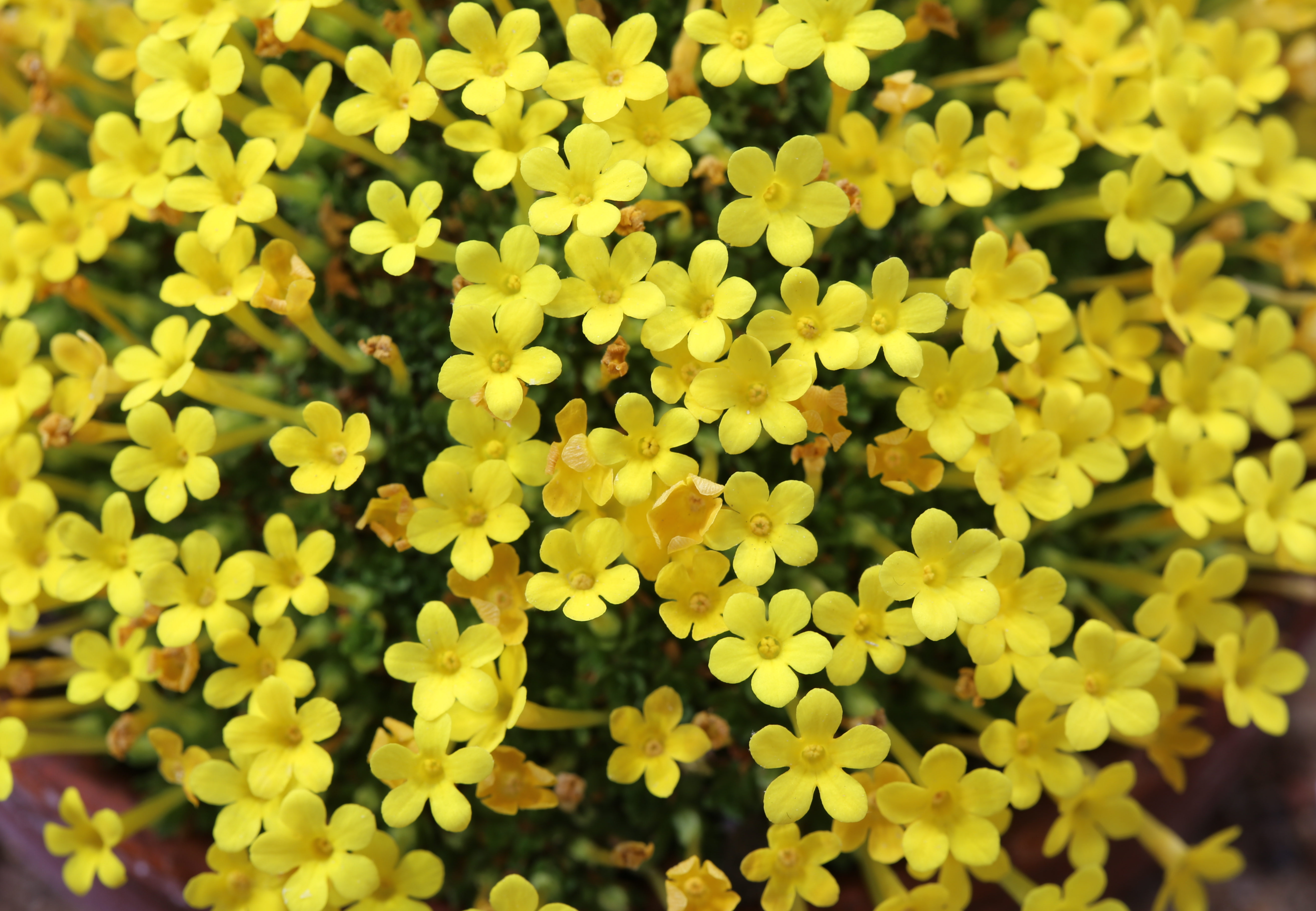
Dionysia tapetodes
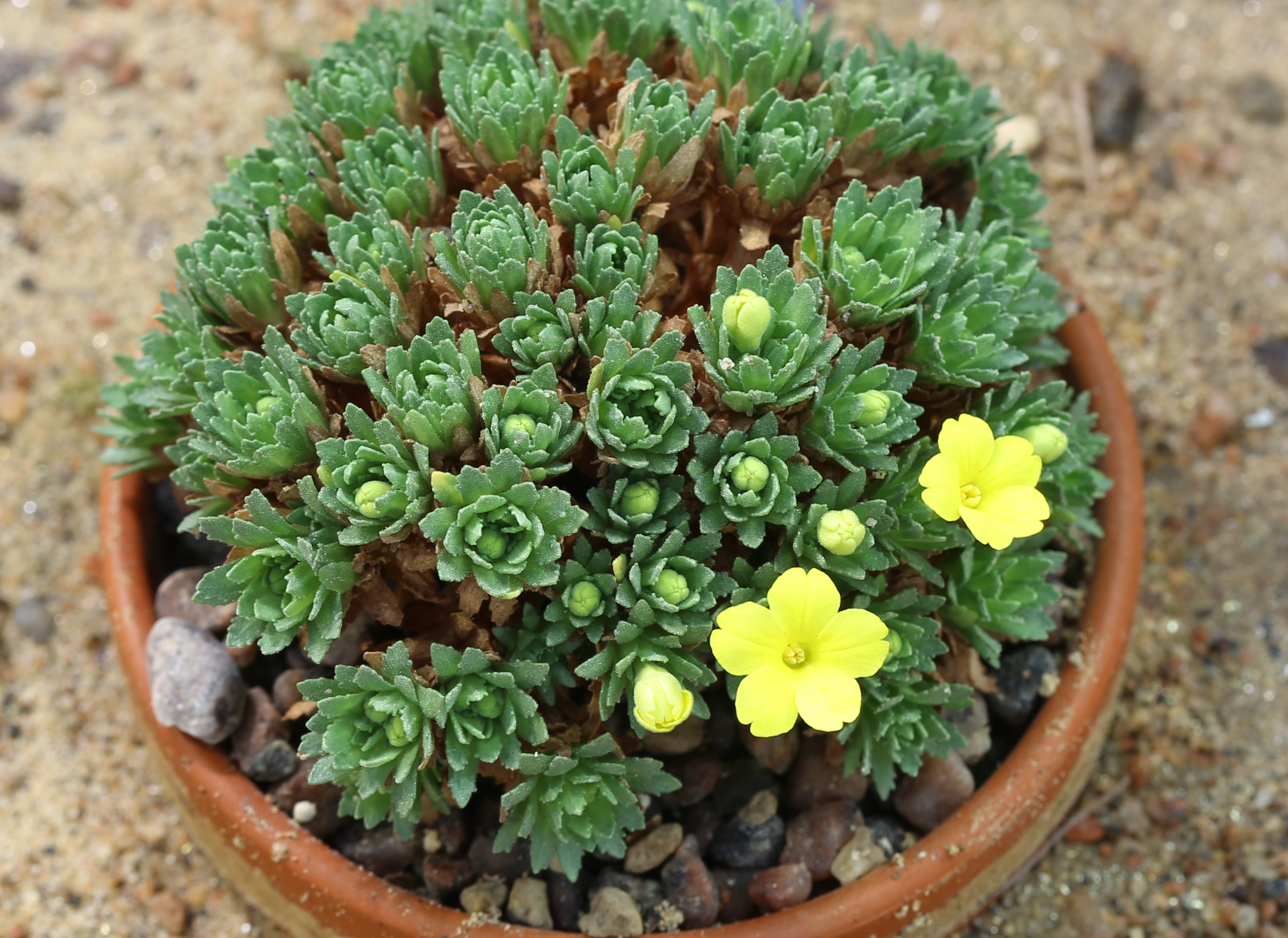
Dionysia termeana
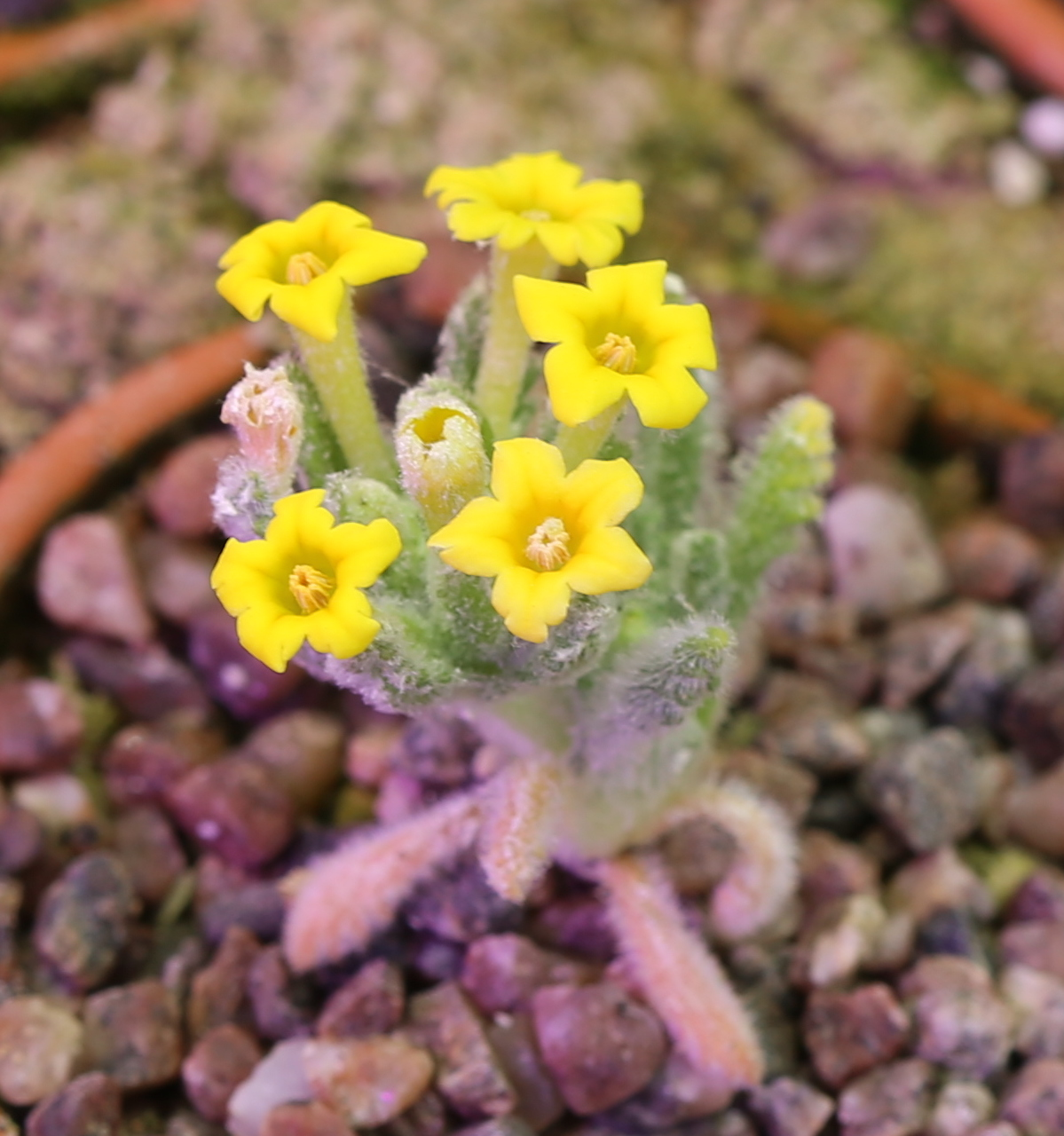
Dionysia teucrioides
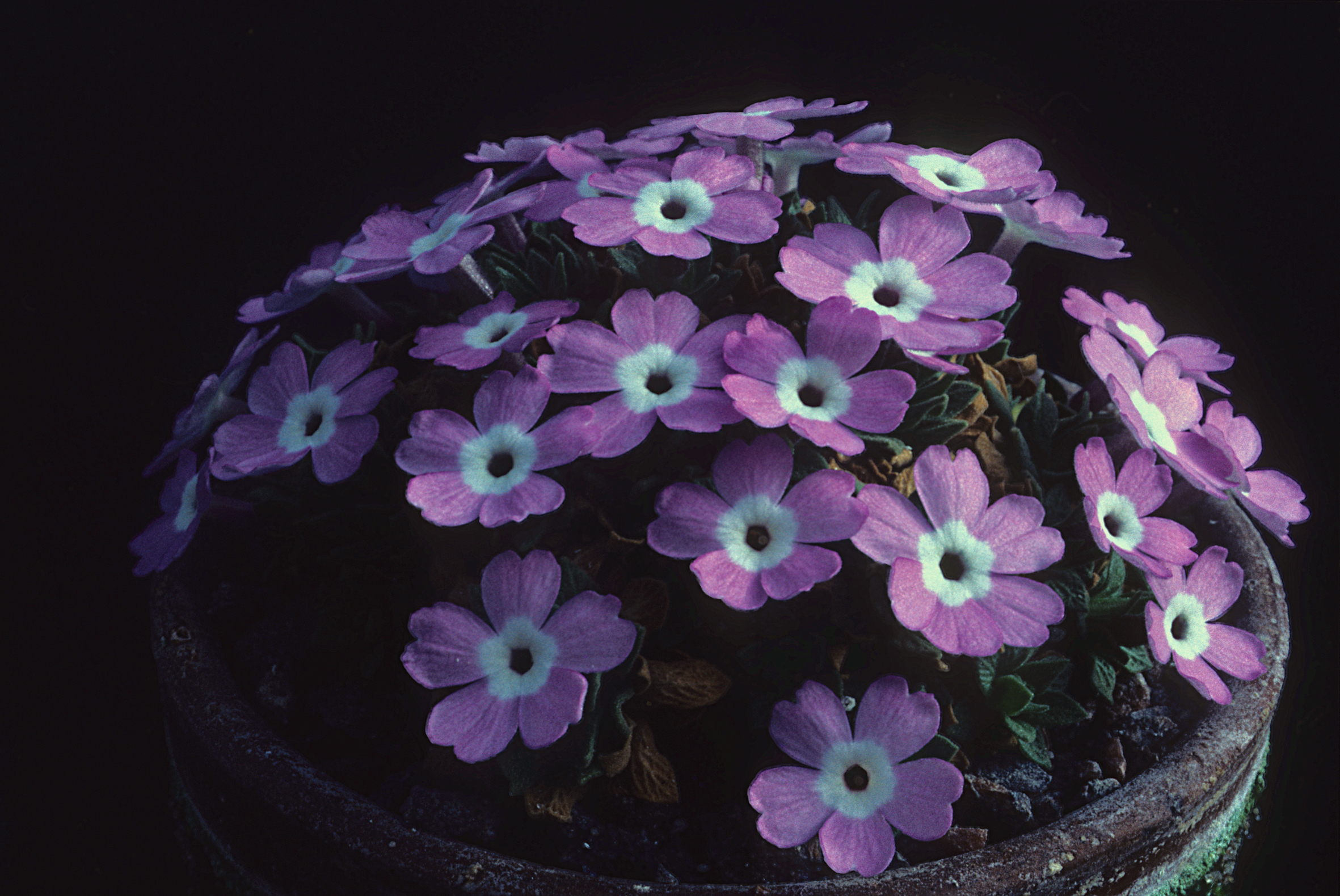
Dionysia viscidula
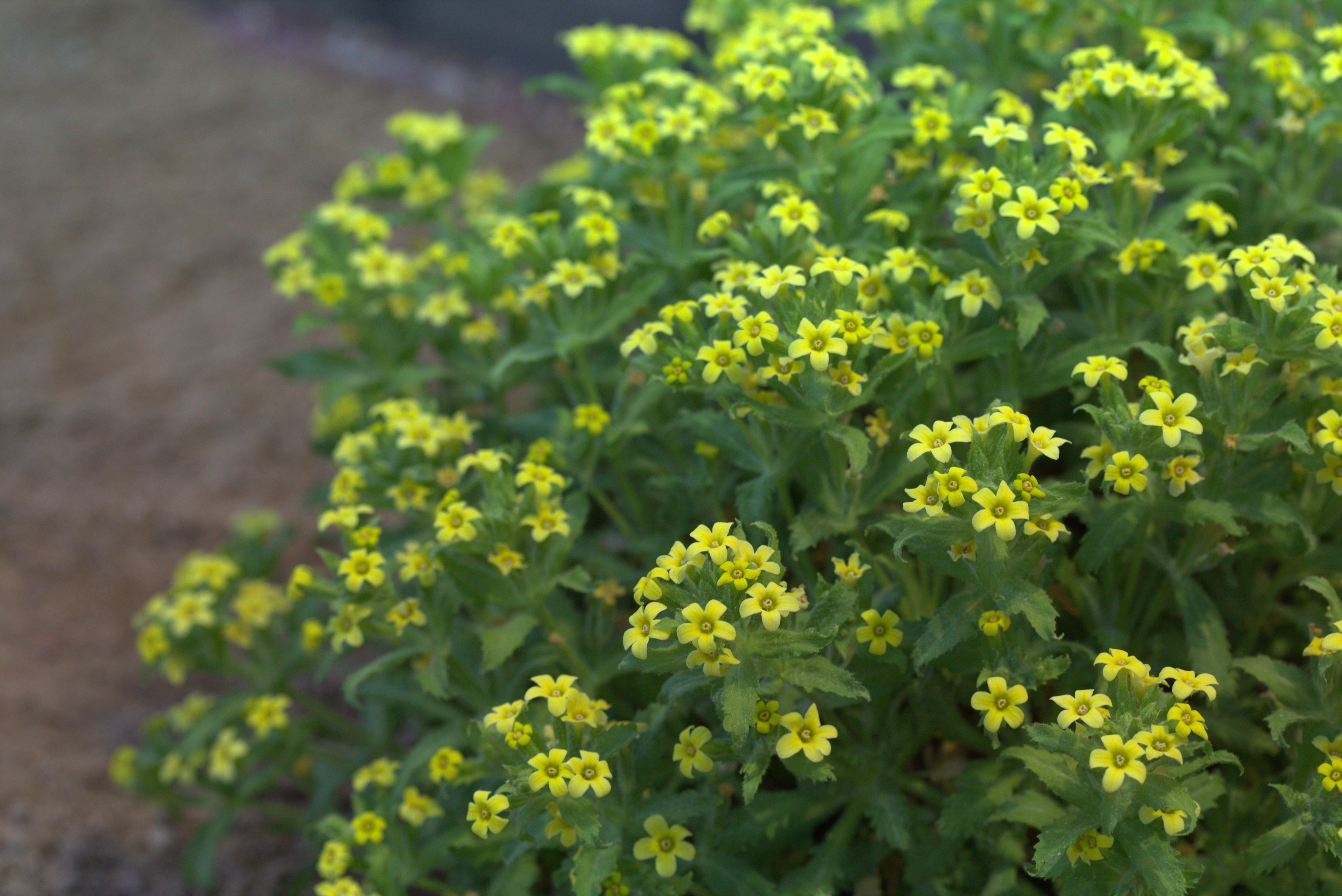
Dionysia viva
Dionysia wendelboi
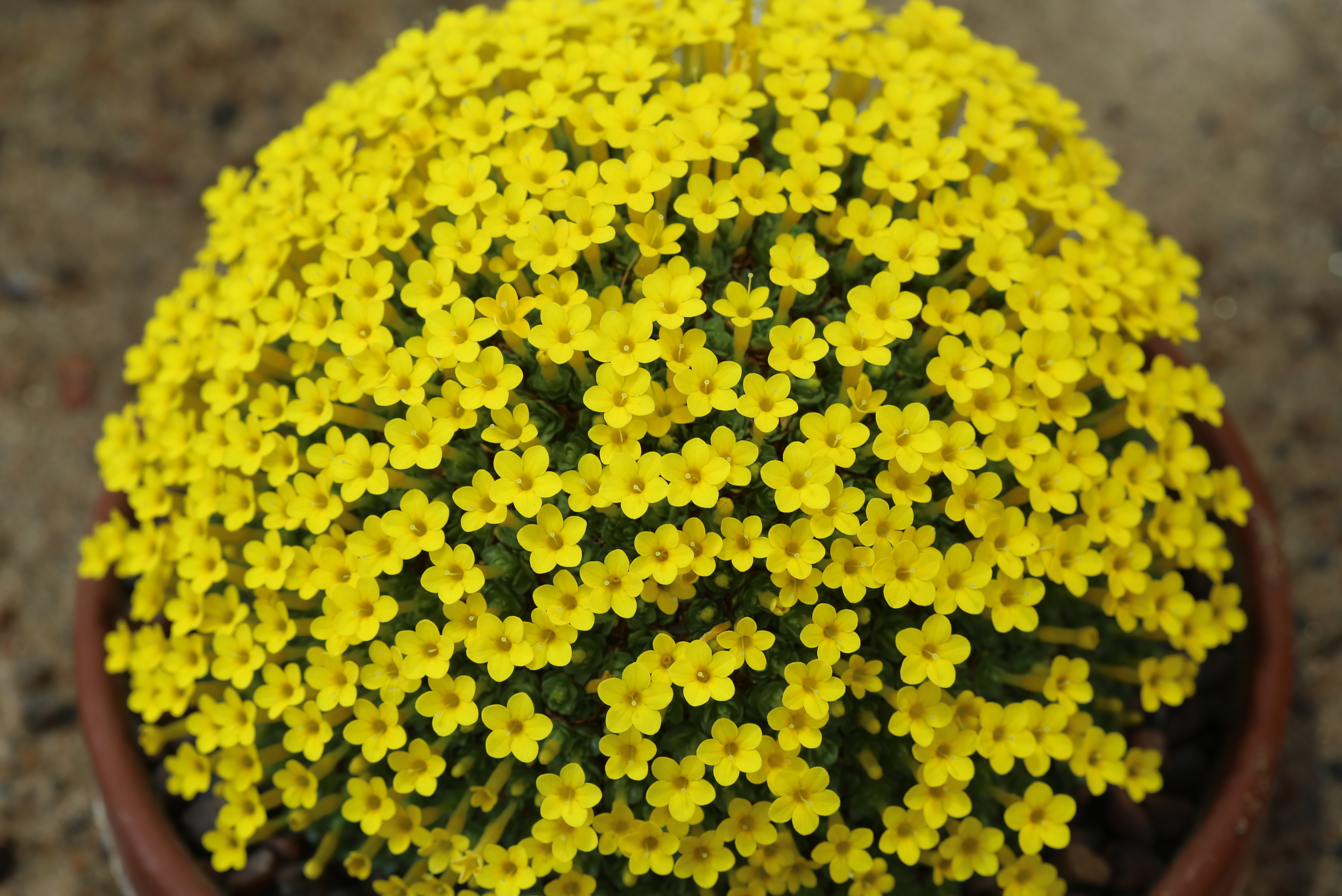
Dionysia zagrica
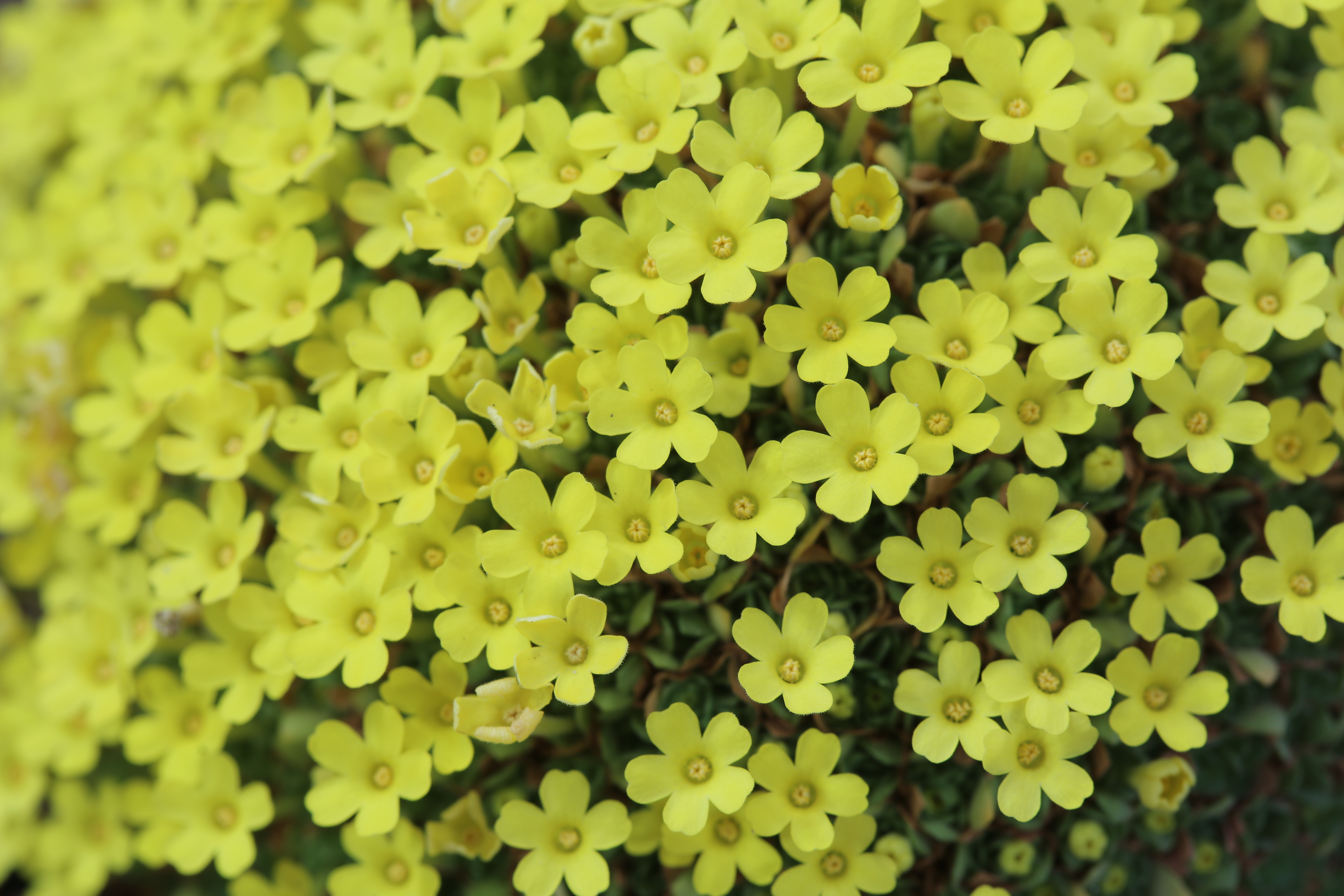
Dionysia zetterlundii
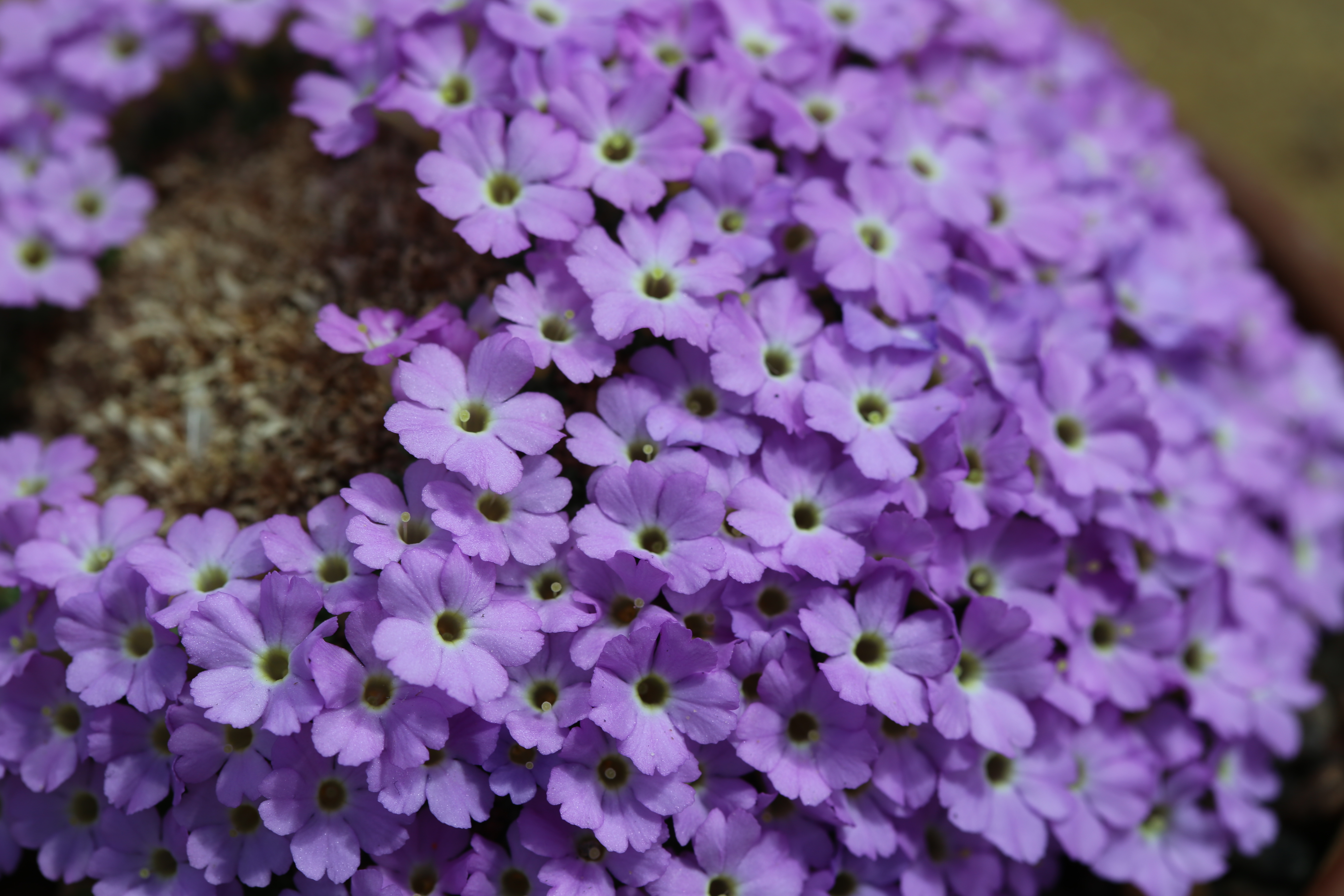
Dionysia zschummelii

## Odling
Dionysosvivor är svåra att odla men trots det odlas åtskilliga arter, främst hos specialister eller i botaniska trädgårdar. Sammanlagt finns 44 av de 49 kända arterna i odling. Det är de kuddlika arterna som är populärast för odling, då de kan ha en så riklig blomning att själva tuvan blir helt dold av blommor. En art, Dionysosviva (D. aretiodes), odlas som trädgårdsväxt i Sverige, men många fler är härdiga i Storbritannien. Dionysosviva finns också som flera namnsorter, t. ex 'Paul Furse' och 'Gravetye'.